# Гоголь Микола Васильович
Мико́ла Васи́льович Го́голь (рос. Николай Васильевич Гоголь, прізвище при народженні Яно́вський, з 1821 року — Го́голь-Яно́вський; 20 березня [1 квітня] 1809 року, Сорочинці, Миргородський повіт, Полтавська губернія, Російська імперія — 21 лютого [4 березня] 1852 року, Москва, Російська імперія) — російський письменник українського походження з відомого українського роду Гоголів-Яновських. Вважається класиком російської літератури, найвизначнішим з представників її «української школи». Окрім внеску в російську літературу, Гоголь також справив вплив і на українську літературу й українську культуру загалом, а також займався збиранням українського фольклору.

## Життєпис

### Родина
Микола Васильович Гоголь народився 20 березня (1 квітня) 1809 року (за іншими даними 19 березня (31 березня) 1809) у містечку Великі Сорочинці Полтавської губернії. Згідно із сімейними переказами, він походив зі старовинного українського козацького роду і був нащадком відомого козака Остапа Гоголя, що був гетьманом Правобережної України наприкінці XVII століття. У смутні часи української історії деякі з його предків приставали і до шляхти, і ще дід Гоголя, Панас Дем'янович Гоголь-Яновський (1738—1805), писав в офіційному папері, що «його предки, прізвищем Гоголь, польської нації», хоча більшість біографів схильні вважати, що він все ж був «малоросом».

#### Родовід Яновських
- Яків Гоголь
  - Ян (Іван) Якович (о. Іоанн), (бл. 1670 — після 1723)
    -  Дем'ян Іванович (о. Даміан)
      - Опанас Дем'янович (1738—1805)
        -  Василь Опанасович (1777—1825)
          -  Микола Васильович (1809—1852)

      -  Кирило Дем'янович (? — 1797)
        - Меркурій Кирилович
          -  Степан Меркурійович

        -  Сава Кирилович
          -  Володимир Савич

  -  Федір Якович
    -  Петро Федорович
      -  Іван Петрович (бл. 1740 — ?)
        - Микола Іванович (1781 — ?)
        -  Василь Іванович

Прапрадід Ян (Іван) Якович, вихованець Київської духовної академії, «вийшовши в російську сторону», оселився в Полтавському краї (нині — Полтавська область, Україна), і від нього пішло прізвисько «Яновських». За іншою версією, вони були Яновськими, оскільки жили в місцевості Янові. Отримавши дворянську грамоту в 1792 році, Панас Дем'янович змінив прізвище «Яновський» на «Гоголь-Яновський». Сам Гоголь, будучи хрещеним «Яновським», мабуть, не знав про справжнє походження прізвища і згодом відкинув його, кажучи, що його поляки вигадали. Батько Гоголя, Василь Панасович Гоголь-Яновський (1777—1825), помер, коли синові було 15 років. Вважають, що сценічна діяльність батька, який був оповідачем і писав п'єси для домашнього театру українською мовою, визначила інтереси майбутнього письменника — у Гоголя рано виявився інтерес до театру.

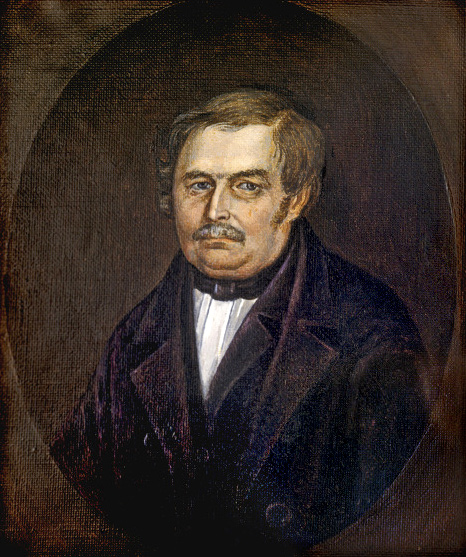
Василь Афанасійович Гоголь-Яновський, батько письменника

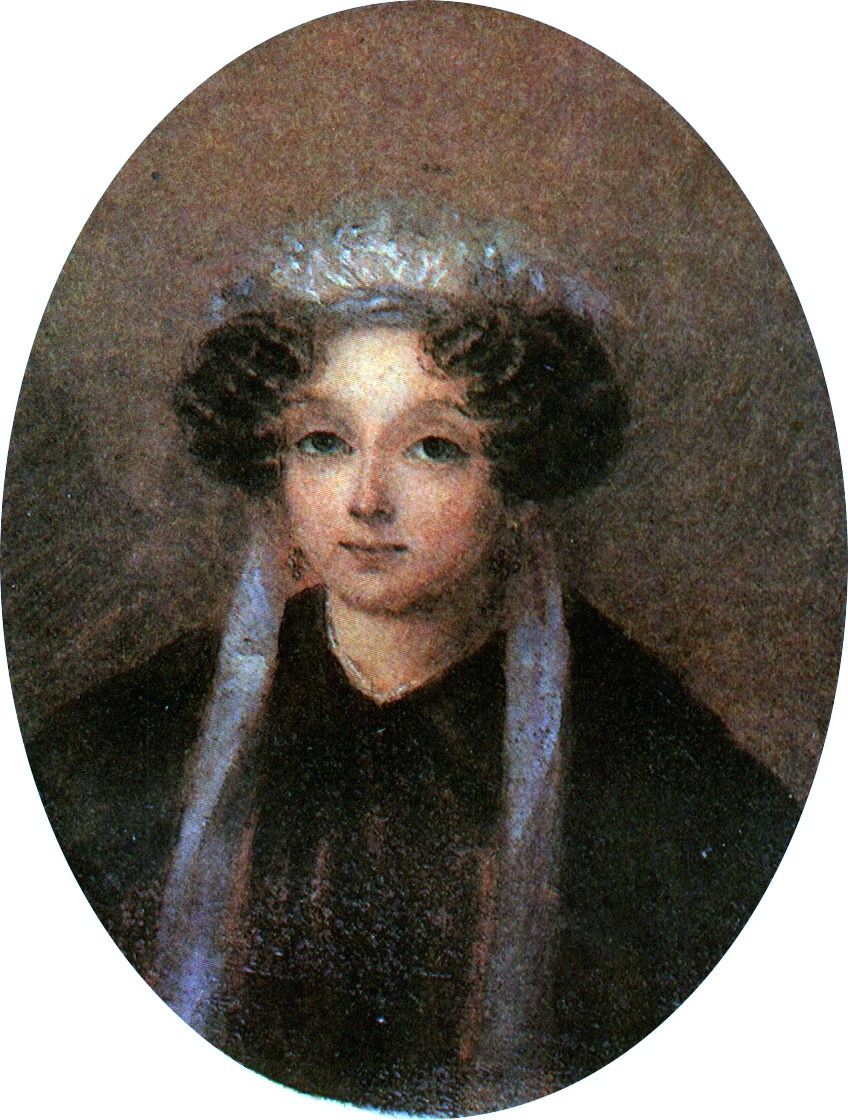
Марія Іванівна Гоголь-Яновська (нар.Косяровська), мати письменника

Мати Гоголя, Марія Іванівна (1791—1868), уроджена Косяровська, видана заміж 1805 року у віці чотирнадцяти років. Наречений був удвічі старший за неї. Крім Миколи, в сім'ї було ще одинадцять дітей, з яких залишилися жити лише старший син Микола і три сестри. Коли після пологів померли перших двоє, Василь і Марія вже при надії переїхали до Сорочинців, де проживав відомий доктор М. Я. Трохимовський. У маєтку Трохимовського і народився хлопчик, якого назвали Миколою.
22 березня (3 квітня) 1809 року в Спасо-Преображенській церкві він був охрещений. Хрещеним батьком був полковник М. М. Трохимовський, син лікаря М. Я. Трохимовського, що приймав пологи в матері Гоголя.
Мовно-музична культура рідної землі знаходила свій вияв у виховній практиці бабусі Тетяни Семенівни, маминої мами. Уже з дитячих літ вона закладала в юного Миколу любов до мови та відчуття слова. Згодом він захопився збиранням українських народних пісень, прислів'їв та приказок, готував матеріали до українсько-російського словника. Пізніше він так писав про українську пісню:
| «Якби наш край не мав такої скарбниці пісень, я б ніколи не зрозумів історії його, тому що не збагнув би минулого…»; «Моя радість, життя моє! Як я вас люблю! Що всі холодні літописи, в яких я тепер риюся, перед цими дзвінкими, живими літописами! Як мені допомагають в історії пісні!..»; «Це народна історія, жива, яскрава, барвиста, правдива, що розкриває все життя народу».[28] |
Упродовж усього життя Микола Гоголь захоплювався, цікавився і записував українські народні пісні. Найулюбленішою піснею Миколи Гоголя була пісня «Ой, під вишнею».

### Освіта і студентські роки
У 1818—1819 роках — навчався в Полтавському повітовому училищі.
У 1821—1828 — у Ніжинській гімназії вищих наук, де вперше виступив на сцені гімназійного театру як актор і режисер-постановник вистав «Едіп в Афінах», «Урок дочкам», «Лукавін» та багатьох інших. Майстерно зіграв роль Простакової у виставі «Недоросль». Учасник цього спектаклю К. Базилі, згодом відомий публіцист і дипломат, згадував:
| «… Я бачив цю п'єсу і в Москві, і в Петербурзі, але завжди вважав, що жодній актрисі не вдавалася так добре роль Простакової, як її зіграв 16-літній Гоголь». |
А товариш Гоголя Т. Пащенко стверджував:
| «Думаю, що Гоголь затьмарив би й знаменитих коміків-артистів, якби вступив на сцену». |
У гімназії Гоголь особливо охоче вивчав давню українську історію, народні звичаї та усну народну творчість, з якими знайомився не лише з друкованих джерел, а й на ніжинських базарах, у передмісті Магерки, де мав багато знайомих. Пізніше ніжинські типи, окремі сценки увійшли до творів письменника.
У Ніжині Гоголь написав свої перші літературні твори й опублікував деякі з них у рукописних журналах та альманахах. Тут з'явилися його вірші «Италия», «Новоселье», «Непогода», «Две рыбки», «Битва при Калке», поема «Ганс Кюхельгартен», сатири «Насмешнику некстати», «Нечто о Нежине, или Дуракам закон не писан», драматичні твори.
Ще в студентські роки Гоголь переймається соціальними негараздами і налаштовується на таку діяльність, «щоб бути по-справжньому корисним для людства»:
| «Я палав незгасним прагненням зробити своє життя потрібним для блага держави, я жадав принести хоча б найменшу користь. Тривожили думки, що я не зможу, що мені перепинять шлях, завдавши мені глибокого суму. Я поклявся жодної хвилини короткого життя свого не втрачати, не зробивши блага» |

### У Петербурзі

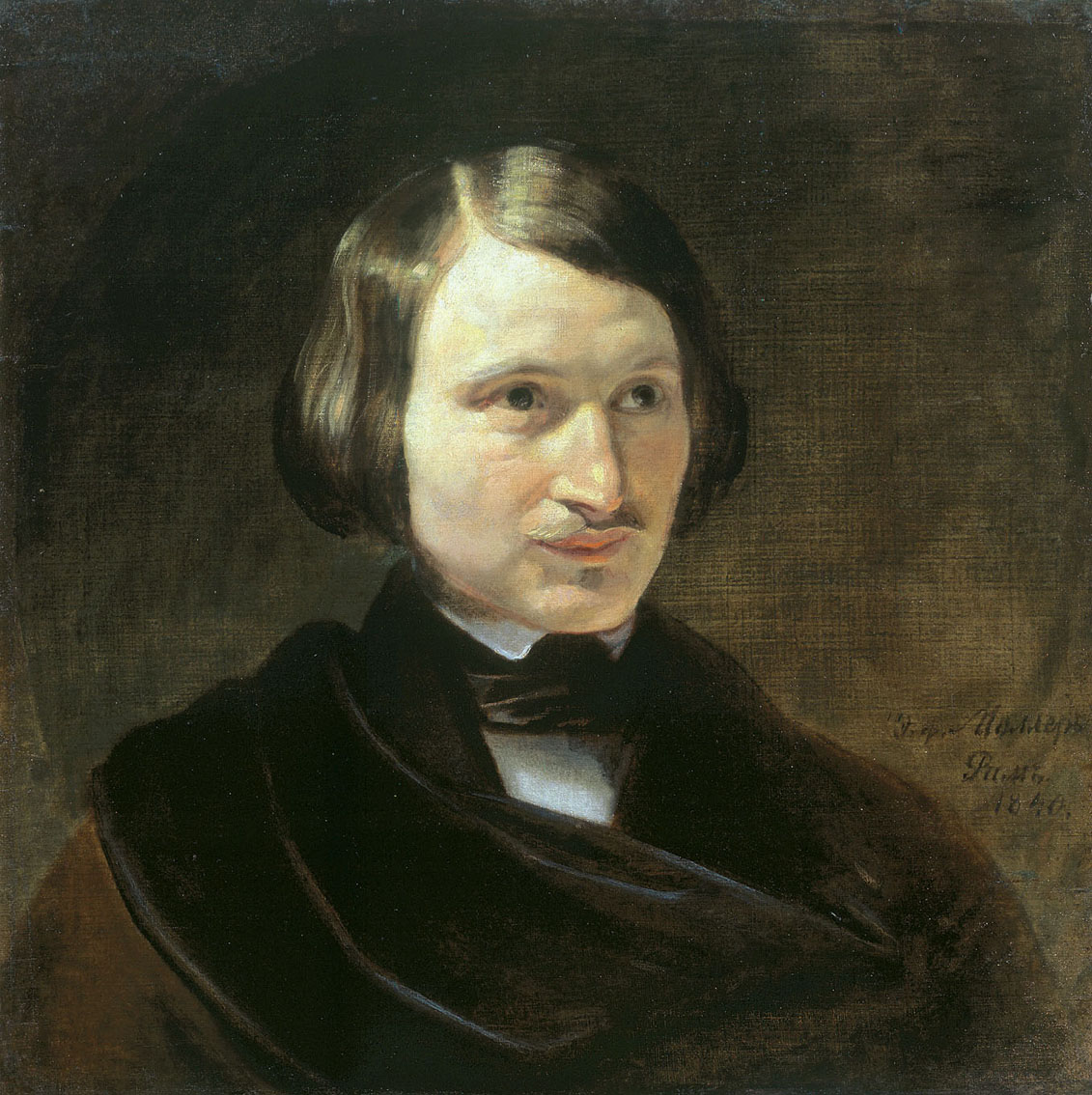
Портрет Миколи Гоголя 1840-х рр. Худ. Федір Моллер

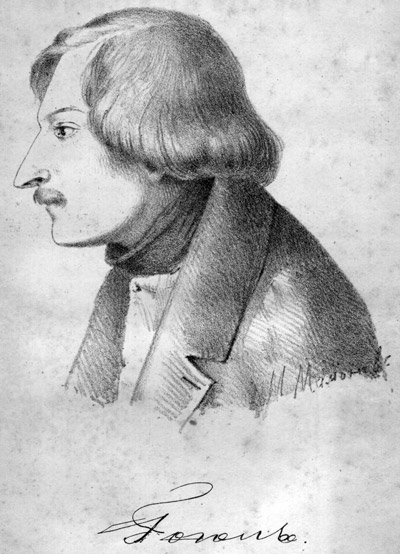
Портрет Гоголя олівцем, 1840-ві рр.

Мріючи про літературну діяльність, 1828 року Гоголь поїхав до Петербурга. Матеріальна незабезпеченість примусила його вступити на службу чиновником Департаменту уділів.
У 1829 році він опублікував свій перший твір — поему «Ганс Кюхельгартен».
Того ж року в журналі «Отечественные записки» з'явилася повість «Басаврюк, або Вечір проти Івана Купала», перша з циклу «Вечори на хуторі біля Диканьки». Ці твори були романтичної спрямованості, підкріплені ґрунтовними знаннями усної народної творчості. Ліризм, проникливість і любов автора до зображуваного справляли враження на читача.[джерело?]
Наприкінці 1833 року Гоголь клопочеться про місце професора історії в Київському університеті святого Володимира. Спонукала до цього, зокрема, й дружба з Михайлом Максимовичем, професором-земляком, етнографом, фольклористом, істориком, ботаніком, майбутнім ректором цього ж університету. Гоголь писав:
| «Я захоплююся заздалегідь, коли уявляю, як закиплять труди мої в Києві. Там скінчу я історію України й півдня Росії і напишу всесвітню історію. А скільки зберу там легенд, повір'їв, пісень! Якими цікавими можна зробити університетські записки, скільки можна умістити в них подробиць, цілком нових про сам край!»[31] |
У липні 1833 Гоголь вмовляв попередника Чарльза Дарвіна біолога та етнографа Михайла Максимовича:
| «Киньте, насправді, кацапію і їдьте на гетманщину. Я думаю те ж саме зробити і наступного року гайнуть звідси. — Дурні ми дійсно, якщо розсудити гарненько. Для чого і для кого ми жертвуємо всім. Їдьмо!...»[32][33][34] |
А в грудні 1833 Гоголь писав своєму другові:
| «Дякую тобі за все: за лист, за думки в нім, за новини і т. д. Уяви, я також думаю: Туди! Туди! До Києва! До древнього, прекрасного Києва! Він наш, він не їх — чи неправда? Там або довкола нього робилися справи старовини нашої. Я працюю, я всіма силами намагаюся, але на мене знаходить жах: можливо, я не встигну! Так, це славно буде, якщо ми займемо з тобою київські кафедри: багато можна буде зробити добра. Але мене турбує, що це не здійсниться. Говорять, що дуже багато призначено туди якихось німців. Це також не дуже приємно. Хоч би для святого Володимира побільше слов'ян».[34][35] |
У цей же час Гоголь працював над книгами «Арабески», «Миргород» (1835).
1835 року займає кафедру історії у Санкт-Петербурзькому Імператорському університеті, але через короткий час змушений полишити професорську діяльність. Він остаточно порвав з педагогічною діяльністю:
| «…Вже не дитячі думки, не обмежене коло моїх знань, а високі, сповнені істини й жахливої величі думки хвилювали мене». |
З 2-ї половини 1830-х років подальший розвиток таланту Гоголя пов'язаний з драматургією.
| | \| «Сміх — велика справа: вона не забирає ні життя, ні маєтку, але перед ним винний — як зв'язаний заєць…» Ці зауваження Гоголя написані через два роки опісля «Ревізора», але вони так яскраво відбивають те, чого хотів досягти Гоголь своєю драмою: його мистецтво просилось на сцену, там повинно воно було розквітнути. Але «Одруження» (рос. «Женитьба») його це саме його особливий, майже безідейний, той, що жалкує і зовсім не шмагає, гумор.[36] \| Оригінальний текст (рос.) «Смѣхъ—великое дѣло: онъ не отнимаетъ ни жизни, ни имѣнія, но предъ нимъ виновный—какъ связанный заяцъ…» Эти замѣчанія Гоголя написаны черезъ два года послѣ "Ревизора", но они такъ ярко отражаютъ то, чего хотѣлъ достигнуть Гоголь своей драмой: его искусство просилось на сцену, тамъ должно было оно расцвѣсть. Но "Женитьба" его это именно его особый, почти безъидейный, сожалѣющій и отнюдь не бичующій юморъ.» |
| «Сміх — велика справа: вона не забирає ні життя, ні маєтку, але перед ним винний — як зв'язаний заєць…» Ці зауваження Гоголя написані через два роки опісля «Ревізора», але вони так яскраво відбивають те, чого хотів досягти Гоголь своєю драмою: його мистецтво просилось на сцену, там повинно воно було розквітнути. Але «Одруження» (рос. «Женитьба») його це саме його особливий, майже безідейний, той, що жалкує і зовсім не шмагає, гумор. | |

Етапною стала його соціальна комедія «Ревізор» (1836). 
| | \| «Навіть у «Ревізорі», котрий так образив публіку на першій виставі, бо вона упізнала у ньому саму себе, і тут Гоголя не можна назвати таким, що шмагає. <…> Добрі наміри задуму «Ревізора» чудово оцінив Микола I, що протегував цій комедії.»[37] \| Оригінальний текст (рос.) «Даже въ "Ревизорѣ", который такъ обидѣл публику на первомъ представленіи, потому что она узнала въ немъ самое себя, и тутъ Гоголь не может быть въ сущности названъ бичующимъ. <…> Благонамѣренность замысла "Ревизора" отлично оцѣнилъ Николай I, покровительствовавшій этой комедіи» |
| «Навіть у «Ревізорі», котрий так образив публіку на першій виставі, бо вона упізнала у ньому саму себе, і тут Гоголя не можна назвати таким, що шмагає. <…> Добрі наміри задуму «Ревізора» чудово оцінив Микола I, що протегував цій комедії.» | |

| «В галереї чиновників, виведених в «Ревізорі», представники російської поліційно-бюрократичної держави пізнали себе, де всі вони виступали в ролі «вищого лакейства» перед неприсутньою в комедії постаттю головного чиновника держави російської Миколи I. Комедія Гоголя своїми образами являла зловісний символ всього державного ладу Російської імперії. Це добре відчула вища петербурзька знать і сам Микола I, який після першої вистави, виходячи з ложі, зауважив: «Ну й п'єска: всім дісталось, а мені — найбільше!»[38] |

### За кордоном

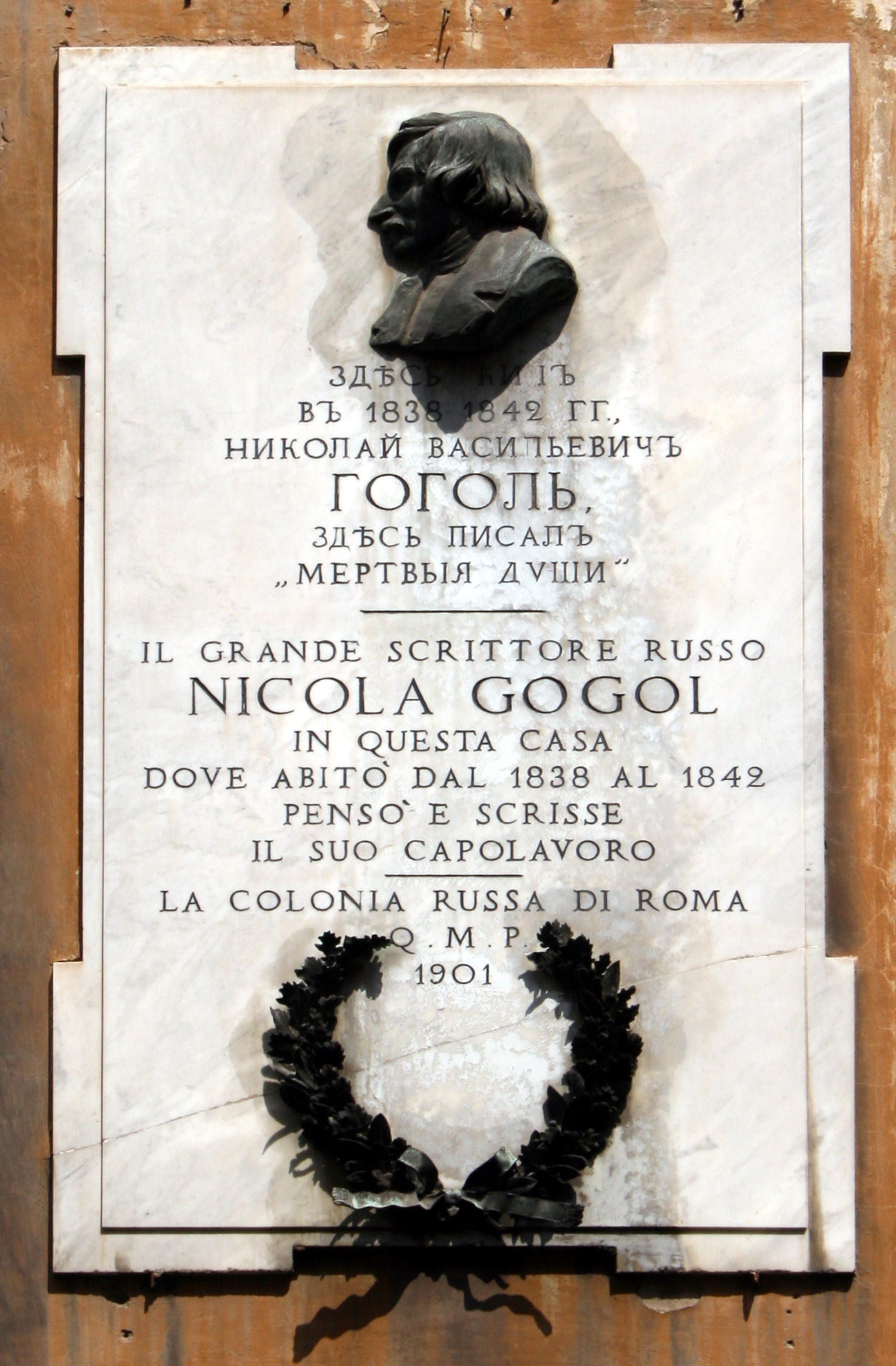
Меморіальна дошка, встановлена в Римі на будинку, в якому проживав Гоголь

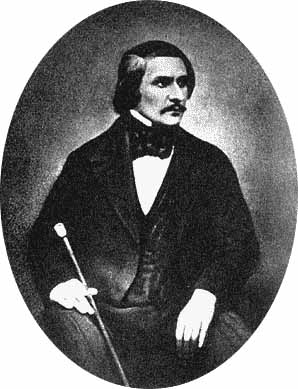
Світлина Миколи Гоголя. Рим, 1845 р.

Невдовзі після прем'єри п'єси Гоголь виїхав на досить тривалий час за кордон, відвідав Німеччину, Швейцарію, Францію, Італію.
В Італії пише перший том поеми-роману «Мертві душі», що виходить друком 1842 року.
| «З появою «Ревізора» і «Мертвих душ» конфлікт Гоголя з російським суспільством ще більше визначився і загострився. <…> Бо Гоголь показав не тільки Україну, а й — мов би для контрасту — і Росію. Це зіставлення глибоко зачепило національні почування російських патріотів. К. Аксаков у листі до Гоголя 1842 року передає йому, яке враження викликали його «Мертві душі»: «Дивіться, яке страшне, тяжке глузування в кінці цієї книжки:«Русь, куда несешся ты, сама не знаешь, не даешь ответа». Інші — зі сльозами на очах від цілковитого відчаю: вони говорять, що той не руський, у кого серце не обливається кров'ю при спогляданні безрадісного стану, — говорять: «Гоголь не любить Росії: подивіться яка гарна Малоросія і яка Росія»; додають: «і зауважте, що сама природа Росії не помилувана, і погода навіть вся мокра і брудна»»[39] |
| «Під тиском критики і моральним терором російського суспільства Гоголь поставив своїм завданням дати у другому томі «Мертвих душ» позитивний образ Росії, створити позитивний образ російської людини, «обдарованої божественними чеснотами», або ідеальну російську «дєвіцу», «якої не знайти ніде у світі». З приводу цього задуму Бєлінський з тривогою зауважував: «Багато, надто багато обіцяно, так багато, що ніде і взяти того, чим виконати обіцянку, тому що того і нема ще на світі»»[40][41] |
Тонке відчуття геніального художника збурювалось нежиттєвістю образів ним створюваних, і тричі друга частина великої поеми, багаторічна праця художника, спалювалася ним.
| | \| Художній реалізм Пушкіна знаходить свій подальший розвиток у «натуральній школі» Гоголя. В його «Мертвих душах», перший том котрих вийшов друком 1842 р., а другий закінчений автором 1845-го (хоча з'явився друком лише у 1855 р., і до того ж неповністю), розгорнулась у всій своїй безпосередній геніальності художня обдарованість визначного побутописця. <…> Незалежно від того, хотів чи не хотів того автор, його «Мертві душі» були найбільшою сатирою на дореформенне руське життя, що досягло межі паскудства, мізерності, економічного й духовного зубожіння. Навіть II том «Мертвих душ» підтримує таке враження.[37] \| Оригінальний текст (рос.) [ Художественный реализмъ Пушкина находитъ себѣ дальнѣйшее развитіе въ "натуральной школѣ" Гоголя. Въ его "Мертвыхъ душахъ", первый томъ которыхъ вышелъ въ 1842 г., а второй законченъ авторомъ в 1845 г., (хотя появился въ печати лишь въ 1855 г., и при томъ въ неполномъ видѣ), развернулось во всей своей непосредственной геніальности художественное дарованіе великаго бытописателя. <…> Независимо отъ того, хотѣлъ или не хотѣлъ авторъ, его "Мертвыя души" явились величайшей сатирой на дореформенную русскую жизнь, достигшую предѣлов пошлости, мизерности, экономическаго и духовнаго обнищанія. Даже II томъ "Мертвыхъ душ" поддерживаетъ это впечатлѣніе.»] Помилка: {{Lang}}: текст вже має курсивний шрифт (допомога) |
| Художній реалізм Пушкіна знаходить свій подальший розвиток у «натуральній школі» Гоголя. В його «Мертвих душах», перший том котрих вийшов друком 1842 р., а другий закінчений автором 1845-го (хоча з'явився друком лише у 1855 р., і до того ж неповністю), розгорнулась у всій своїй безпосередній геніальності художня обдарованість визначного побутописця. <…> Незалежно від того, хотів чи не хотів того автор, його «Мертві душі» були найбільшою сатирою на дореформенне руське життя, що досягло межі паскудства, мізерності, економічного й духовного зубожіння. Навіть II том «Мертвих душ» підтримує таке враження. | |

Останні роки життя письменника сповнені драматичних пошуків себе в Істині. Про це — у виданні 1847 року «Вибраних місць з листування з друзями», що, як і перший том «Мертвих душ», написані в Італії.

### Повернення до Російської імперії
1848 року Гоголь повернувся до Росії, посилено працював над другим томом «Мертвих душ», але (за відомою в СРСР версією) незадовго перед смертю спалив рукопис. Невдовзі після цього Микола Васильович Гоголь помер.

### Смерть

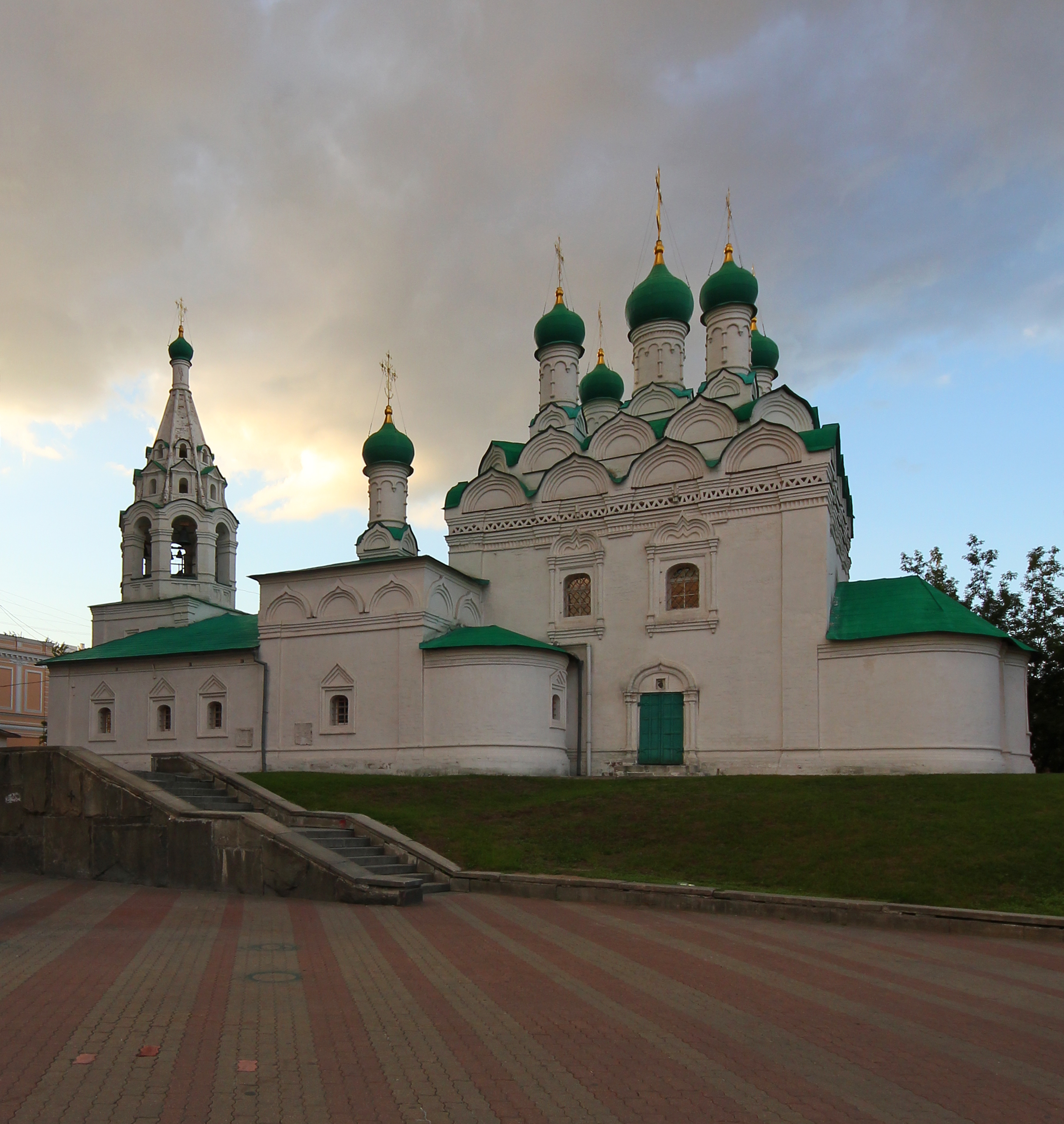
Церква Симеона Стовпника на Поварській, яку Гоголь в останні роки життя відвідував

З кінця січня 1852 року в будинку графа Олександра Толстого гостював ржевський протоієрей Матфей Костянтинівський, з яким Гоголь познайомився в 1849 році, а до того був знайомий по листуванню. Між ними відбувалися складні, часом різкі розмови, основним змістом яких було недостатнє смирення і благочестя Гоголя, наприклад, вимога о. Матвія: «Відречися від Пушкіна». Гоголь запропонував йому прочитати чистовика другої частини «Мертвих душ» для ознайомлення, з тим, щоб вислухати його думку, але дістав відмову священника. Гоголь наполягав на своєму, поки той не взяв зошити з рукописом для прочитання. Протоієрей Матфей став єдиним прижиттєвим читачем рукопису 2-ї частини. Повертаючи її автору, він висловився проти опублікування ряду розділів, «навіть просив знищити» їх (раніше, він також давав негативний відгук на «Вибрані місця…», назвавши книгу «шкідливою»).
Смерть Хом'якової, засудження Костянтиновського і, можливо, інші причини переконали Гоголя відмовитися від творчості і почати говіти за тиждень до Великого посту. 5 лютого він проводжає Костянтиновського і з того дня майже нічого не їсть. 10 лютого він вручив графу А. Толстому портфель з рукописами для передачі митрополиту Московському Філарету, але граф відмовився від цього доручення, щоб не погіршити Гоголя в похмурих думках.
Гоголь перестає виїжджати з дому. У 3:00 ночі з понеділка на вівторок 11-12 (23-24) лютого 1852 року, тобто в велике повечір'я понеділка першої седмиці Великого посту, Гоголь розбудив слугу Семена, звелів йому відкрити пічні засувки і принести з шафи портфель. Вийнявши з нього в'язку зошитів, Гоголь поклав їх у камін і спалив їх. На ранок, він розповів графу Толстому, що хотів спалити тільки деякі речі, заздалегідь на те приготовані, а спалив все під впливом злого духа. Гоголь, попри вмовляння друзів, продовжував суворо дотримуватися посту; 18 лютого зліг у ліжко і зовсім перестав їсти. Весь цей час друзі і лікарі намагаються допомогти письменнику, але він відмовляється від допомоги, внутрішньо готуючись до смерті.
20 лютого лікарський консиліум наважується на примусове лікування Гоголя, результатом якого стало остаточне виснаження і втрата сил, ввечері він впав у безпам'ятство, а на ранок 21 лютого в четвер помер.
Опис майна Гоголя показав, що після нього залишилося особистих речей на суму 43 рублі 88 копійок. Предмети, що потрапили в опис, були обносками і свідчили про повну байдужість письменника до свого зовнішнього вигляду в останні місяці його життя. У той же час на руках у С. П. Шевирьова залишалися дві з гаком тисячі рублів, переданих Гоголем на благодійні цілі нужденним студентам Московського університету. Ці гроші Гоголь не вважав своїми, і Шевирьов не став їх повертати спадкоємцям письменника.
Згідно з сумнівними мемуарними спогадами письменника В. Лідіна, котрий був присутнім під час ексгумації тіла покійного 1931 року, серед залишків був відсутній череп. Офіційний акт експертизи співробітників НКВС це спростовує.

## Суспільно-політичні погляди
Відповідно до цих поглядів, визначалося ставлення Гоголя до відомого українського поета Тараса Шевченка. За спогадами Григорія Данилевського Гоголь стверджував, що любить Шевченка як «земляка й обдарованого художника», проте негативно оцінював його поетичні твори. Перш за все через українську мову, якою писав Шевченко, а також через те що в них, нібито за словами самого Гоголя, було «дьогтю багато, більше, ніж самої поезії». Ці спогади піддаються критиці через низку причин.
Разом з тим, у листі від 20 квітня 1834 року М. Гоголь аналізує функціонування деяких слів, ужитих Максимовичем у російській та українській мовах. Другу з них Гоголь називає «нашою мовою», тобто фактично ідентифікує українську мову як рідну для себе і Максимовича.
Перебуваючи за кордоном, заприятелював в Парижі з польськими поетами Адамом Міцкевичем та 1836 року з Богданом Залеським, з якими багато бачився та спілкувався. Через незнання Гоголем польської мови спілкування відбувалося українською мовою або рідше російською.
Один з найближчих українських друзів Гоголя, філолог Михайло Максимович писав, що Гоголь був справжнім знавцем рідної мови, і розмовної, і писемної. У листі Миколи Гоголя до земляка Богдана Залеського, написаному в Парижі в 1837 році українською мовою, письменник висловлював думку щодо «слави цілої Землі Козацької»:

| «Дуже — дуже було жалко, що не застав пана земляка дома. Чував, що на пана щось напало — не то сояшныца, не то завійныця (хай ій прыснытся лысый дидько), та тепер, спасибо богови, кажут начей-то пан зовсим здоров. Дай же боже, щоб на довго, на славу усій козацкій земли давав бы чернецького хлиба усякій болизни и злыдням. Та й нас бы не забував, пысульки в Рым слав. Добре б було, колы б и сам туды колы-небудь прымандрував. Дуже, дуже блызькый земляк, а по серцю ще блыжчый, чим по земли» Мыкола Гоголь. |
Збірки «Вечори на хуторі біля Диканьки» та «Миргород» відзначаються насиченим українським колоритом, детальним описом українського побуту, традиціями та віруваннями українського народу. Герої цих творів виражаються мовою, пройнятою українськими виразами та фразами, настільки багатими, що для російських читачів М. Гоголем створюється спеціальний словник.
Український цикл в творчості Миколи Гоголя пройнятий лірикою, гумором та життєвою енергією, відзначається відчайдушністю та героїзмом. З іншого боку, російський цикл, зокрема починаючи з повісті «Шинель», пронизаний сарказмом, глузуванням та сатирою, спрямованою на суспільне життя і державний устрій. Це відображення світу, де відсутня гармонія, а люди взаємодіють, підтискають, обдурюють та взаємно пожирають одне одного.
Ці два різні цикли представляють собою два відмінні світи. В українському циклі присутня любов, радість, відданість, жертовність та героїзм заради землі, тоді як в російському циклі люди перебувають поза межами цих цінностей. Хоча й український цикл прози Гоголя містить і темні, похмурі та страшенні елементи, зокрема в готичній повісті «Вій». У російському циклі, до якого належить «Мертві душі», відсутність любові, гармонії, моралі та шляхетності робить його карикатурою на суспільний і державний устрій Російської імперії першої половини XIX століття.

## Оцінки життя та творчості
Думки сучасників Гоголя:
 Абрам Перец, громадський діяч, винний відкупник, підрядник і постачальник армії і флоту:
 «Жахливе нерозуміння Гоголя можна пояснити… тільки одним: за природою свого духу і творчості він був чужий для великоруської літератури»

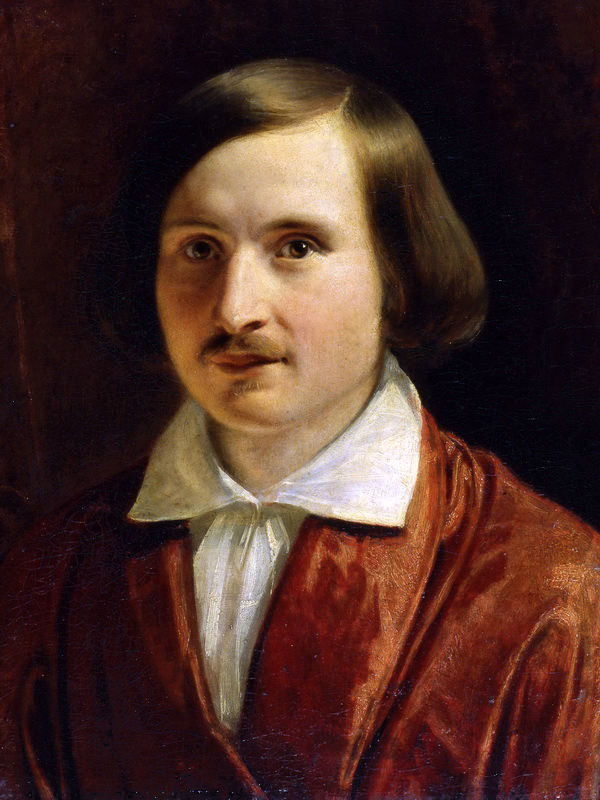
Портрет Миколи Гоголя 1840-х рр. Худ. Федір Моллер

Овсянико-Куликовський Дмитро Миколайович:
 Гоголь «по-своему—живо и болѣзненно — чувствовалъ тяготу существованія при данныхъ порядкахъ, отношеніяхъ, нравахъ, и, можно сказать даже, ему, по особенностям его душевной организаціи, было тошнѣе жить среди господствовавшей умственной тьмы и нравственной слѣпоты, чѣмъ многимъ и многимъ, в том числе и кое-кому изъ тѣхъ, которые принадлежали къ передовымъ и просвѣщеннѣйшимъ людямъ эпохи».
Проспер Меріме (1803—1870):

[Мені сказали, що він був звинувачений у відображенні провінційного патріотизму. Будучи малоросом (українцем), він, як кажуть деякі люди, проявляє велику прихильність до своєї Малоросії. — На шкоду вірності іншій частині імперії]
Василь Розанов бачив у Гоголі причину мало не всіх бід Росії:
 «Я всю жизнь боролся и ненавидел Гоголя: и в 62 года думаю — Ты победил, ужасный хохол». "Дьявол помешал палочкой дно: и со дна пошли токи мути, болотных пузырьков… Это пришёл Гоголь. За Гоголем всё. Тоска. Недоумение… Гоголь отвинтил какой-то винт внутри русского корабля, корабль стал разваливаться. Он «открыл кингстоны» «после чего началось неудержимое, медленное, год от году, потопление России. После Гоголя Крымская война уже не могла быть выиграна»
Анна Ахматова:
 Представить себе Гоголя никто не может. Тут всё непонятно от начала до конца. Из отдельных черт ничего не складывается. Даже Лермонтова легче вообразить себе: гусар, нахал… А Гоголя — ни за что. И никогда не поймут. А знаете, я догадалась, почему он со Смирнихой дружил: оба они без памяти любили Украину".
Герцен:
 «В его душе есть как бы два течения. Когда он поднимается в покои российского департамента, губернатора, помещика… он жёлчен, неумолим, полон саркастического остроумия, которое то заставляет смеяться до судорог, то вызывает презрение, граничащее с ненавистью, но когда он имеет дело с ямщиками Украины, когда переносится мыслью к украинским казакам или крестьянам, шумно пляшущим у кабака,… тогда Гоголь совсем иной человек, с прежним талантом, но нежный, любящий, гуманный» 
Бердяєв Микола Олександрович писав в 1946 році у праці «Русская идея»:
 «Гоголь належить не лише історії літератури, але й історії російських релігійних і релігійно-соціальних шукань. Гоголь один із найбільших і найдосконаліших російських митців. Один із найбільш загадкових письменників. Він — не реаліст і не сатирик, як раніше думали. Він фантаст, який змальовує не реальних людей, а злих духів елементарних, передусім духа брехні, що заволодів Росією. Він християнин, що переживав християнство пристрасно — і трагічно, був придавлений почуттям гріха й покарання, був людиною майже середньовічною. Гоголь — одна з найтрагічніших постатей російської літератури. Від нього починається релігійно-моральний характер російського письменництва».
Тургенєв Іван Сергійович пише про смерть Гоголя:
 «Это страшная смерть, историческое событие, понятное не сразу; это тайна, тяжёлая, грозная тайна — надо стараться её разгадать, но ничего отрадного не найдёт в ней тот, кто её разгадает… все мы в этом согласны. Трагическая судьба России отражается на тех из русских, кои ближе других стоят к её недрам, — ни одному человеку, самому сильному духом, не выдержать в себе борьбу целого народа, и Гоголь погиб!» 
Думки видатних людей 20-го століття:
Володимир Дорошенко, видатний бібліограф, знавець української історії, літературознавець, перекладач, літературний критик, громадсько-політичний діяч, член НТШ:
 «Хоча Гоголь був українцем, у час, коли Україна була часткою російської імперії, а російську мову було прийнято як мову „освіченого“ літературного спілкування, він мусив писати російською, щоб мати успіх у літературі. Тож у цій публікації буде показано докладніше, як саме джерелом натхнення для творів Гоголя, написаних російською мовою, були літературна традиція, історія і звичаї України.»
Євген Маланюк, літератор:
 «Той великий талант, той Гоголь не мав віри в петербурзьку духовність: він в і'мя абстракції нищив її, хоч і недоладну. Коли розвіялись унесення над пантомімою і сатирою зайди, — з'ясувалось, що його світогляд — то Троянський кінь, що його самі росіяни впровадили у таку ще неміцну фортецю російськості. Бєлінський відчуває цілим своїм інстинктом, що то не зовнішній ворог, як Шевченко, що то ворог невловимий, то геній паразитизму і розкладу на чужій духовній культурі, геній, що в ньому духовність петербурзько-російська і духовність київсько-руська, відмінні від себе, ворожі до себе, змішались і дали синтезу геніальну, вбивчу — зневіру» 
Проте вже у США він захоплювався саме українською складовою творчості Гоголя, де Євген Маланюк пише:
 "навіть поміщики з «Мертвих душ», є українськими поміщиками, з українським характером. Річниця з дня народження Гоголя вкотре дає привід: подискутувати по «українськість» та «російськість» письменника, есе «Нариси з історії нашої культури» (1954) 
Дмитро Донцов, теоретик українського націоналізму:
 «Українця з мене зробили: Гоголь, Шевченко, Куліш і Стороженко» 
 «Трагічно відчув драму розколеної української душі, яка терпіла на дисгармонію між інтелектом і, волею, на заник останньої — Микола Гоголь. Він задихався в рідній старосвітщині, яка не в силі була видобути з себе ні однієї, кажучи його стилем, гігантської ідеї, ані великого патосу. За тим патосом тужила цілий час його душа.» 
Осип Мандельштам, поет:
 «У багатьох випадках навіть відчутно, що Гоголь думає рідною мовою і не намагається перекладати російською, залишивши все в природному стані».

Яр Славутич, поет, перекладач, професор Альбертського університету. Автор англомовних підручників з української мови, літературно-критичних нарисів, редактор і видавець літературно-мистецького альманаху «Північне Сяйво» (Едмонтон):
 «У письменника формується нова місія — посланництво від імені поверженої в рабство Батьківщини… Він виконав свою місію засобами російської мови блискуче… Українець зробив величезний внесок у сусідню літературу, а подяки жодної» 
Думки наших сучасників:
Іван Малкович:

«Гоголь для мене — це видатний український письменник, який писав російською мовою і став класиком російської літератури.» 

«Таке враження, що вперта „деукраїнізація“ Гоголя вийшла на нову фазу. Певна річ, Гоголь — класик і гордість російської літератури, але навіщо ліпити з нього апологета російського імперіалізму, навіщо повчати нас, як ми маємо перекладати його твори про українську землю і українське буття? Навіщо вдавати уповноважених Гоголя? Це смішно й безперспективно. Адже не варто забувати, що Микола Гоголь — це геніальний український митець, який став класиком російської літератури. До речі, всуціль україномовна творчість його батька Василя Гоголя, у якій явно проглядаються витоки письменницької манери й тематики Миколи Васильовича, ще чекає на своє цілісне дослідження. Не виключено також, що, завдяки гідним перекладам в Україні вивчатимуть Миколу Гоголя і як класика літератури української».
Мирослав Попович, академік, доктор філософії

«Гоголь безумовно належить і до спадщини української, і до спадщини російської. Чи можемо ми називати його великим національним нашим талантом? Безумовно, можемо. І не тільки тому, що він народився тут, і не тільки тому, що він написав свої перші твори — українські повісті про свою Полтавщину, — а й тому що він завжди зберігав певне національне бачення. Він Петербург бачив очима південця. Це не викорінюється якимось поверховими культурними впливами. Він безумовно наш, він безумовно і російський.».

Микола Томенко, віцепрем'єр-міністр України, доктор наук:

Я пропоную вийти за межі традиційної літературознавчої дискусійної лінії про українського чи російського письменника Гоголя та подивитися на його як українську, так і російську складову творчої спадщини. Про це я пишу у своїй книзі «Український романтик Микола Гоголь», яка буде презентована до Дня народження Гоголя. Якщо підсумувати оцінки творчості Миколи Гоголя літературними критиками, то дійсно думки розділилися, і історично за його життя та впродовж ХХ століття Гоголь вважався як українським, так і російським письменником. Одним з ідеологів твердження українськості Гоголя є Микола Дашкевич, який в ХІХ столітті назвав його «великим українським письменником» та поставив в одному ряду Гоголя, Квітку, Стороженка, Левицького".

Влад Троїцький, режисер, організатор фестивалю «Гогольфест»

«Я вважаю Гоголя і російським, і українським письменником, і не бачу у цьому ніякого конфлікту. Народився в Україні, вихідний імпульс український, а потім російська і європейська шліфовка. Не можна ділити Гоголя. Це було б зовсім неправильно. Думаю, сам Гоголь хотів відносити себе до російської культури скоріше, особливо наприкінці життя. Але те, що він був українець (і вплив місця народження, і первісне виховання) — безумовно.»

Євген Сверстюк, дисидент:

«У 1846 році, коли він перебував у Карлсбаді (Карлови Вари), Гоголь записав у гостьовій книзі, „Nicolas de Gogol, Ukrainien, etabli a Moscou“ (Микола Гоголь, українець, що мешкає в Москві)…Такі факти, як вони мало відомі, бо російські літературні критики та історики не хочуть розкрити їх.»

Віктор Ющенко, Президент України, доктор економічних наук:
 «Гоголь відкрив світові Україну та її героїчну історію, ввів її у світовий культурний контекст… Через твори Гоголя світ уже майже 200 років пізнає нашу країну, наші традиції і духовність, самобутній характер і душу українського народу», — сказав Ющенко, зазначивши, що Україну він відкрив і для самої України…Саме Гоголь, поряд із Шевченком і Котляревським, розбудив Україну до нового життя. Можливо, він і сам і не здогадувався, яку потужну національну силу відродив з минулого. Але він зробив це для нас, своїх нащадків і спадкоємців. Гоголь воскресив у народній пам'яті козацьку славу, романтику Запорізької Січі, боротьбу за свободу і незалежність України. Могутній образ Тараса Бульби навіки став уособленням українського героїзму, мужності й самопожертви, зразком Лицарської честі і доблесті" (О. Мандельштам).

Юрій Винничук, письменник, літературознавець, редактор:
 «Колись Валерій Шевчук запропонував такий погляд на українську літературу: все, що було писане українцями у всі віки й аж до 1905 року, належить українській літературі, хоч би якою мовою воно було писане. Чому до 1905? Бо коли мова про Росію, то саме тоді була знесена цензура й дозволено український друк. Однак я би це визначення розширив також на літературу москвофілів, що тривала ще й у 1930—1940-х роках у Галичині й на Закарпатті. А також на російськомовні твори тих авторів, які писали українською: вірші Филиповича, Клена і т. д.»
Павло Михед, літературознавець, доктор філологічних наук, професор, завідувач відділу слов'янських літератур Інституту літератури імені Тараса Шевченка НАН України:
 «Гоголь продовжив розвиток естетичних ідей, що були властиві українській художній думці. Тут маємо справу з тенденцією активного входження українського матеріалу в російську літературу: і естетичних, і інтелектуальних, і ментальних форм».
Олекса Семенченко, доктор філософії (2000 року захистив докторську дисертацію (Ph.D.) з англомовних перекладів Гоголя в університеті англійського міста Лідза):
 «Хоча Гоголь був українцем, у час, коли Україна була часткою російської імперії, а російську мову було прийнято як мову „освіченого“ літературного спілкування, він мусив писати російською, щоб мати успіх у літературі. Тож у цій публікації буде показано докладніше, як саме джерелом натхнення для творів Гоголя, написаних російською мовою, були літературна традиція, історія і звичаї України.»
Андрій Кокотюха, письменник:
 «Мої улюблені автори впливають на мою творчість насамперед світоглядно. Український письменник Микола Гоголь — я наполягаю на тому, що це український письменник…»

## Дискусія щодо приналежності творчості
Існує дискусія про приналежність Гоголя до російської чи української літератури.
З доводів причетності Гоголя до української культури та літератури наводять такі:
- Гоголь є українцем за національністю.
- У 1833—1834 роках він переживав русофобський період, чітко розділяючи український і російський народи.
- Книга «Мертві душі» є пародією на Росію «збоку», з погляду іноземця.
- Творчість Гоголя мала великий вплив на українську культуру[83].

Дмитро Донцов, теоретик українського націоналізму, вирізняв Гоголя з решти українців як рідкісний випадок українського вольового інтелектуала:

| «В своїй тузі за силою і чином, за нестриманим напняттям людської енергії й волі, він — як багато інших, ширяє думкою в Середньовіччя, шукаючи там тих чеснот, які даремно хотів бачити в сучасній йому Україні.» |
Критики подібного підходу підкреслюють, що вибір М. Гоголя на користь російської мови був усвідомленою і світоглядною позицією митця, про що свідчить, зокрема, лист письменника до О. Бодянського (1851)
|                                                                                                  | Нам, Осипе Максимовичу, слід писати російською, треба прагнути до підтримки і зміцнення однієї, панівної мови для усіх рідних нам племен. Домінантою для росіян, чехів, українців і сербів повинна бути єдина святиня – мова Пушкіна, яким є Євангеліє для всіх християн, католиків, лютеран і гернгутерів… Оригінальний текст (рос.) Нам, Осип Максимович, надо писать по-русски, – сказал он: – надо стремиться к поддержке и упрочению одного, владычного языка для всех родных нам племен. Доминантой для русских, чехов, украинцев и сербов должна быть единая святыня – язык Пушкина, какою является евангелие для всех христиан... |
| — Переклад за джерелом: Зенон Боровець Микола Гоголь — загадка, яка вже не буде розгадана ніколи | |

 На думку Ю. Барабаша, спроби «перепрописки» Гоголя з російської літератури в українську — це «яскравий приклад нерозуміння чи заперечення того, що справді національна література не існує поза національною мовою, що мова це не просто система (тим більше не сума) мертвих знаків, інертних по відношенню до переданої ними інформації, а вираз людського духу у всій його глибині та нескінченній різноманітності, у тому числі духу національного».
У зв'язку з соціальними умовами Микола Гоголь був змушений використовувати російську мову, оскільки вона мала офіційний статус у Російській імперії. Однак, як зазначають гоголезнавці, в його літературних творах це не була звичайна російська мова. Гоголь мислив українською і відтворював свої думки російською, зберігаючи особливості українського правопису та синтаксису. Не потребує додаткових доказів, що він був українцем за походженням, родом з козацького роду.

## Твори

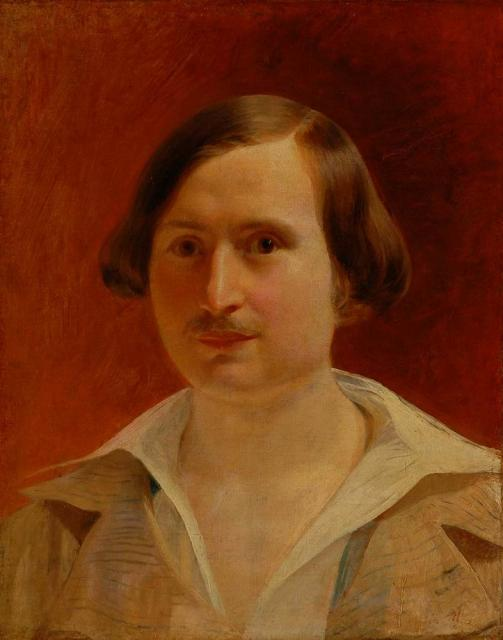
Портрет Миколи Гоголя поч. 1840-х рр. Худ. Федір Моллер

### Збірки
- Збірка «Вечори на хуторі біля Диканьки» (Сорочинський ярмарок, Вечір проти Івана Купала, Травнева ніч, або Утоплена, Пропала грамота, Ніч перед Різдвом, Страшна помста, Іван Федорович Шпонька та його тітонька, Зачароване місце). Письменник Юрій Винничук переконаний, що в Україні досі неправильно перекладали назву першої книжки Гоголя, бо «йшлося там саме про вечорниці — традицію, московитам не відому, а тому в назві вона не могла фігурувати, хоча зафіксована і пояснена в передмові». Тобто правильний переклад — «Вечорниці на хуторі біля Диканьки».
- Збірка «Миргород» (Старосвітські поміщики, Тарас Бульба, Вій, Повість про те, як посварився Іван Іванович з Іваном Никифоровичем)
- Збірка «Петербурзькі повісті» (Невський проспект, Ніс, Портрет, Шинель, Нотатки божевільного, Коляска)

### П'єси
Одруження, Ревізор, Гравці, Ранок ділової людини, Позов, Лакейська, Витяг, Театральне їздіння опісля постановки нової комедії

### Поезії
Ганц Кюхельґартен

### Повісті та романи
- Карета
- Рим (уривок)
- Мертві душі

### Статті
- О малороссийских песнях
- Отрывок из истории Малороссии

### Матеріали
- Українські народні пісні
- Лексикон малоросійський
- Прислів'я, приказки, примовки і фрази малоросійські

## Українські переклади
Повні зібрання творів

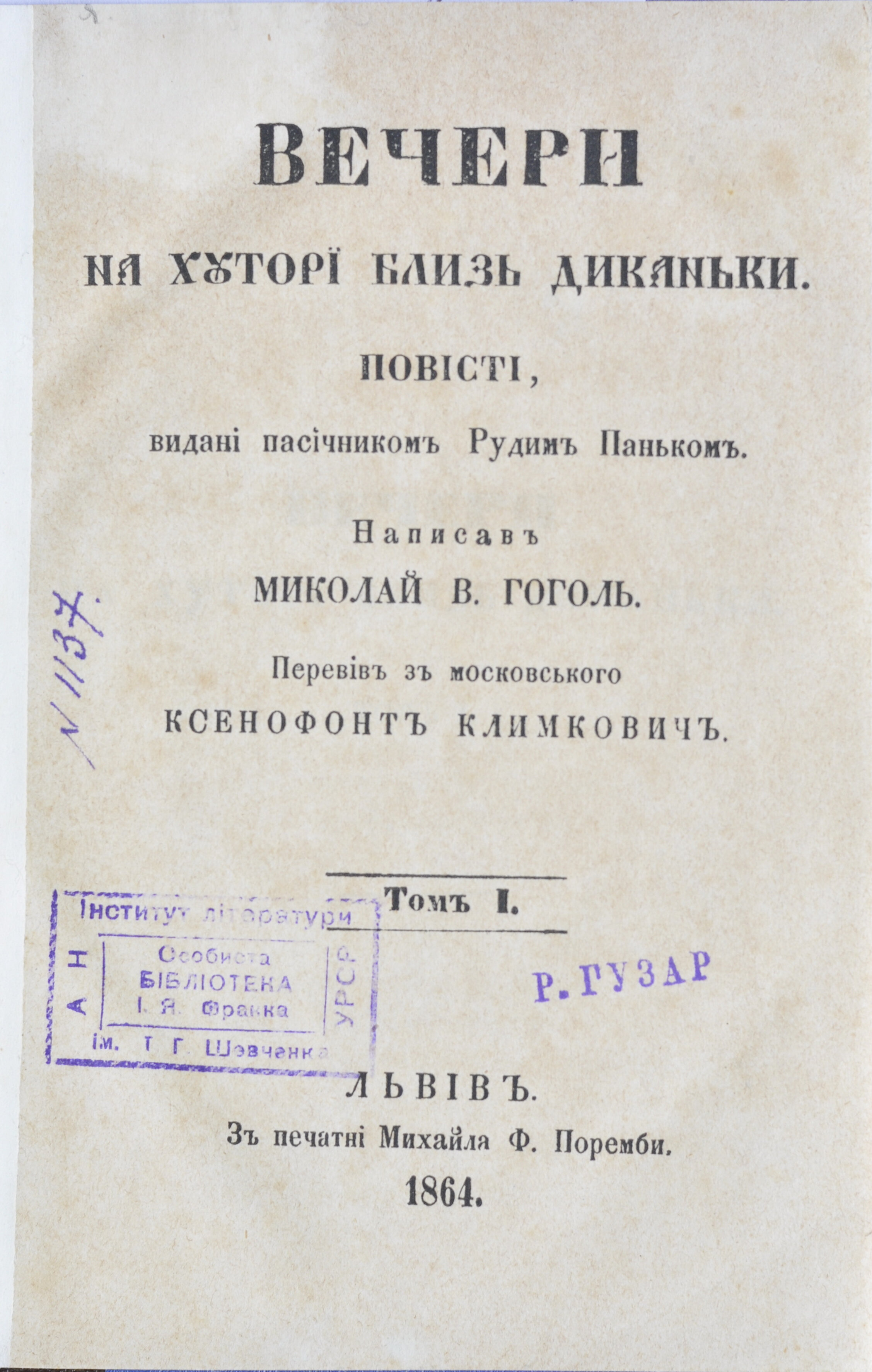
Український переклад збірки Вечери на хуторi близь Диканькi (Львів, 1864)

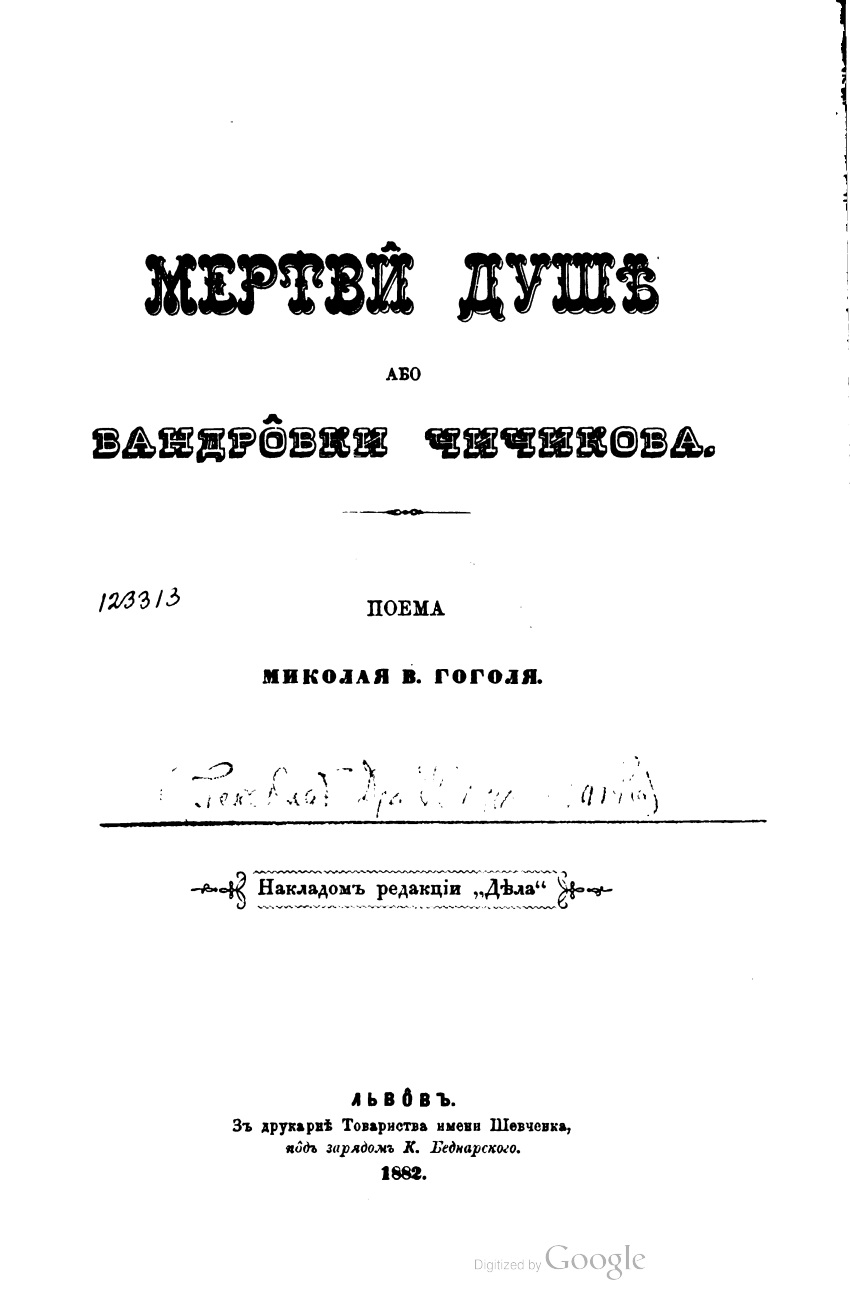
Палітурка видання першого українського перекладу роману «Мертві душі». Переклад: Іван Франко. Львів: 1882

- Микола Гоголь. Твори у 5 томах. Пер з рос.: Андрій Ніковський та ін.; загальна редакція: Іван Лакиза та Павло Филипович; стилістичний редактор: Андрій Ніковський. Харків: Книгоспілка. 1929-32 рр. (прим.: планувалося 5 томів, але з них вийшли лише 3: 1-й, 2-й та 4-й)
- Микола Гоголь. Твори у 3 томах. Пер з рос.: Максим Рильський, Остап Вишня, Андрій Ніковський (під псевдо С. Васильченко), Антін Хуторян та ін. Київ: ДВХЛ. 1952. 524 стор. (Т.1[87]), 451 стор. (Т. 2[88]), 574 стор. (Т. 3[89])
- Микола Гоголь. Зібрання творів у семи томах / Голова ред. кол. М. Г. Жулинський; НАН України, Інститут літератури ім. Т. Г. Шевченка. — К.: Наукова думка, 2008—2012. — ISBN 978-966-00-0890-2

Мертві душі
Перший україномовний переклад роману Мертві душі здійснив Іван Франко. Книжка вийшла у Львові в 1882 році під назвою «Мертви̂ душѣ, або вандрôвки Чичикова». У виданні ім'я перекладача, Івана Франка, не вказано.
У 1934 році у Харкові вийшов український переклад «Мертвих душ» Григорія Косинки, але без зазначення перекладача, лише з поміткою «під редакцією Валер'яна Підмогильного», бо перекладача того ж 1934 року стратили. Потім аналогічні переклади з'явились у 1935 році у Києві-Харкові (з позначенням «під редакцією Антіна Хуторяня/Ф. Гавриша, та М. Щербака»), у 1948 році у Києві («під редакцією Костянтина Шмиговського»), у 1952 році у Києві («під редакцією Івана Сенченка»). Всі ці переклади 1930—1950-х років виходи без зазначення імен перекладачів. На думку літературознавців, це був передрук перекладу саме Григорія Косинки. Ім'я перекладача Григорія Косинки вперше зазначено аж у 2009 році у 5-му томі семитомника перекладів Гоголя, який видало київське видавництво Наукова думка (у цьому виданні використано переклад у редакції 1952 року Івана Сенченка).
Тарас Бульба
Станом на 2020 рік існує вже 12 перекладів повісті Тарас Бульба українською мовою, що виходили з 1850 року й донині, включно з першим перекладом Петра Головацького виданим у підавстроугорській Україні у 1850 році. Загалом Гоголівського Тараса Бульбу українською повністю переклали наступні 12 перекладачів: Петро Головацький (під криптонімом П. Д. Ф. Г-ий; Львів, 1850), Михайло Лободовський (під псевдо М. Лобода; Київ, 1874, Василь Щурат (Львів, 1900), Михайло Комаров (під псевдо М. Уманець; Одеса, 1910), Микола Садовський (Київ, 1910), Лесь Гринюк (під псевдо Ст. Віль; Коломия), Володимир Супранівський (Коломия, 1924), Андрій Ніковський (під псевдо А. Василько; Харків, 1930), Антін Хуторян (Харків-Київ, 1935, гуртом (Прага, 1941), Василь Шкляр (Київ, 2003) та Інна Базилянська (Харків, 2006). Усі перекладачі, окрім Василя Шкляра, перекладали друге видання 1842 року.
Ревізор
Станом на 2020 рік існує 7 перекладів п'єси Ревізор українською мовою, що виходили з 1901 року й донині, включно з першим перекладом Василя Сімовича у підавстро-угорській Україні у 1850 році. Загалом Гоголівського «Ревізора» українською повністю переклали наступні 7 перекладачів: Василь Сімович (1901), Олекса Коваленко (1908), Микола Садовський (1912), Іван Брик (1927), Антін Хуторян (1935), Остап Вишня (1952), та Василь Шкляр (2006, невиданий).
Петербурзькі повісті
- Микола Гоголь. Петербурзькі повісті: Невський проспект (пер. за ред. О. Б. Стаєцького), Ніс (пер. М. Рильського), Портрет (пер. за ред. О. Стаєцького), Шинель (пер. А Хуторяна), Коляска (пер. М. Рильського), Записки божевільного (пер. М. Рильського), Рим (пер. Є. Кротевича) — К. : Держлітвидав України, 1959—252 с. + 6 іл., накл. 7000 пр.

## Адаптації творів
Твори Гоголя неодноразово екранізувалися. Його твори використані кількома композиторами при створенні опер та балетів. Крім цього, сам Гоголь був персонажем кількох фільмів та інших художніх творів.

### Екранізації
1910 року у Російській імперії вийшов фільм «Жизнь и смерть А. С. Пушкина» (виробництво Московського відділку французького Товариства «Гомон»), де, серед іншого, О. Пушкін читає свої твори Гоголю.
За мотивами повісті «Вечори на хуторі біля Диканьки» 1961 року кіностудія «Мосфільм» випустила кольоровий фільм.
1967 року на кіностудії «Мосфільм» режисерами Костянтином Єршовим і Георгієм Кропачовим був знятий фільм «Вій» за однойменним твором Гоголя. Закінчував картину Олександр Птушко.
1972 року кіностудія ім. Олександра Довженка за сценарієм Івана Драча, створеним за мотивами ранніх творів М. Гоголя, випустила фільм російською мовою «Пропавшая грамота».
1977 року на тій же кіностудії «Мосфільм» Леонідом Гайдаєм був створений фільм «Інкогніто з Петербурга», за п'єсою М. Гоголя «Ревізор», а 1996 року був екранізований спектакль Московського театру сатири під цією ж назвою.
2003 року був екранізований балет у постановці Ігоря Моісєєва «Ночь на Лысой горе» за мотивами творів Миколи Гоголя.
2009 року в Україні режисерами Петром Пінчуком та Євгенієм Березяком створений фільм «Дума про Тараса Бульбу». У той же час у Москві режисером Володимиром Бортком поставлений фільм «Тарас Бульба», з очевидним пропагандистським відтінком.
Мотиви гоголівських творів та їхніх персонажі використані у фільмі режисера Костянтина Худякова «Марево», завершеному у 2010 році.

### Ігри
Компанія Step Creative Group випустила два квести: «Вечори на хуторі біля Диканьки» (2005) і «Вечір напередодні Івана Купала» (2006).
Першою грою за повістю Гоголя стала «Вій: Історія, розказана заново» (2004).

## Вшанування пам'яті
У низці міст України є вулиця Гоголя. У місті Київ є вулиця Гоголівська.
У місті Київ є Бібліотека імені Миколи Гоголя
Полтавський академічний обласний український музично-драматичний театр ім. М. В. Гоголя
Ніжинський державний університет імені Миколи Гоголя.
В Україні проводиться щорічний мультидисциплінарний фестиваль сучасного мистецтва ГОГОЛЬFEST, названий на честь письменника.
«Вуса Гоголя» — український літературний подкаст, названий на честь письменника.
Прізвище письменника відбилося в назві музичної групи Gogol Bordello, лідер якої, Євген Гудзь, є вихідцем з України.
На честь письменника названо астероїд 2361 Гоголь та кратер на Меркурії.
Зображення Гоголя та героїв його творів можна зустріти на поштових марках та монетах.
Існує державна премія імені М.В. Гоголя, що присуджується за найкращі літературно-мистецькі твори, що наслідують традиції творчості М. В. Гоголя, збагачені концептами історичної романістики, містицизму та сатири, та утверджують національну самоідентифікацію.

### Музеї
- Національний музей-заповідник М. В. Гоголя
- Великосорочинський літературно-меморіальний музей Миколи Васильовича Гоголя

### Пам'ятники
У світі існує кілька десятків пам'ятників Гоголю.

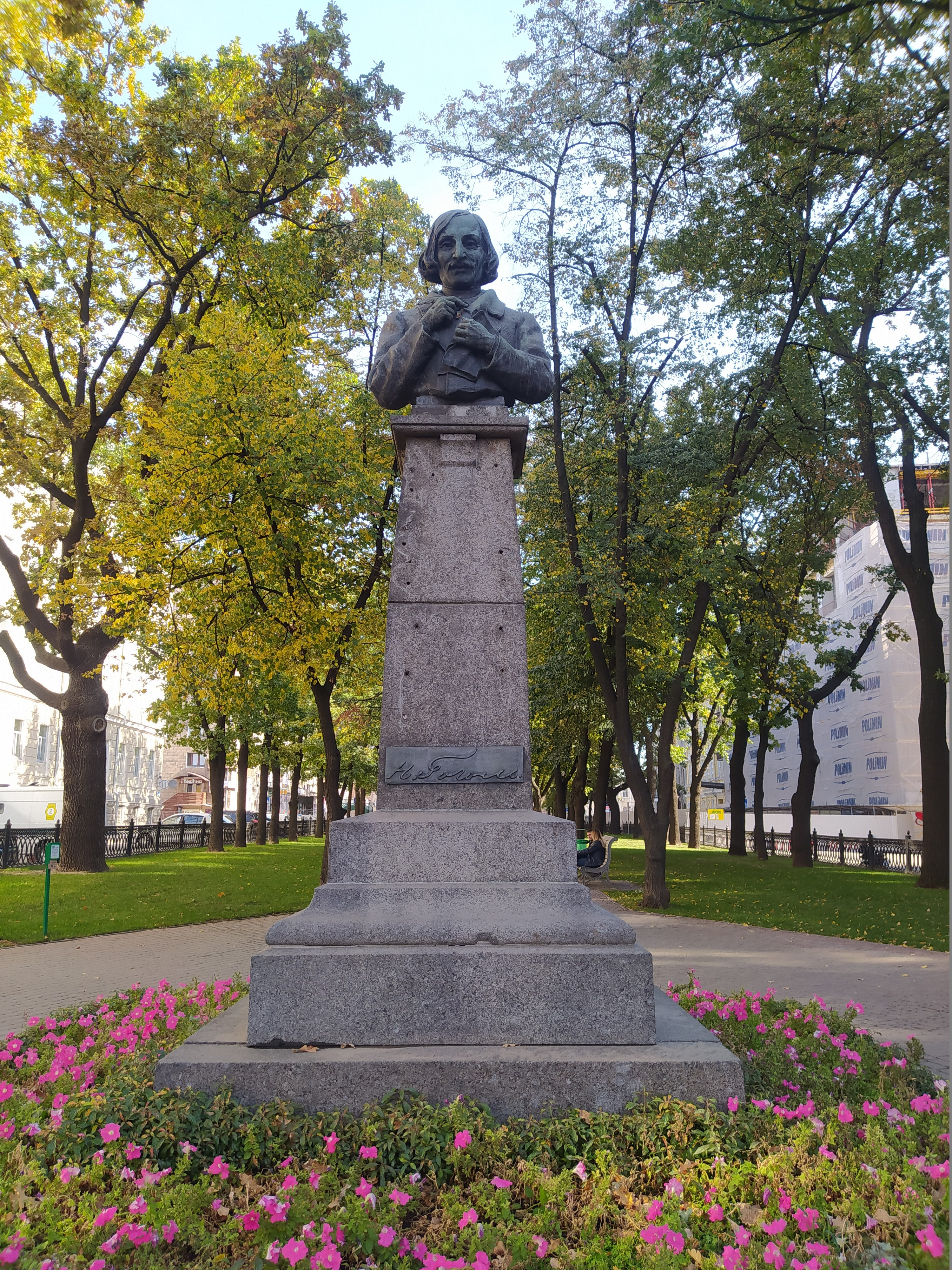
Пам'ятник Миколі Гоголю в Харкові
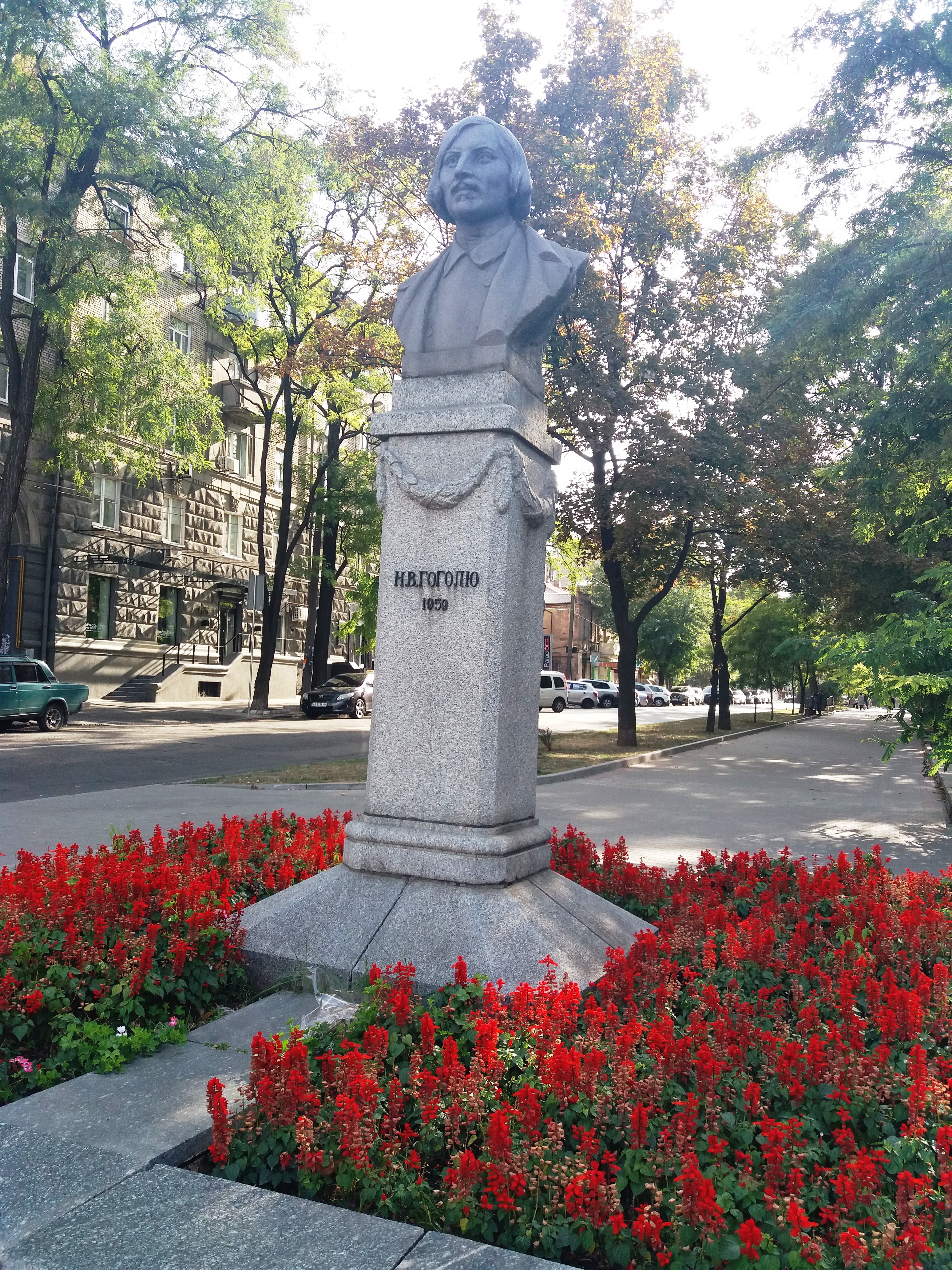
Пам'ятник Миколі Гоголю у Дніпрі
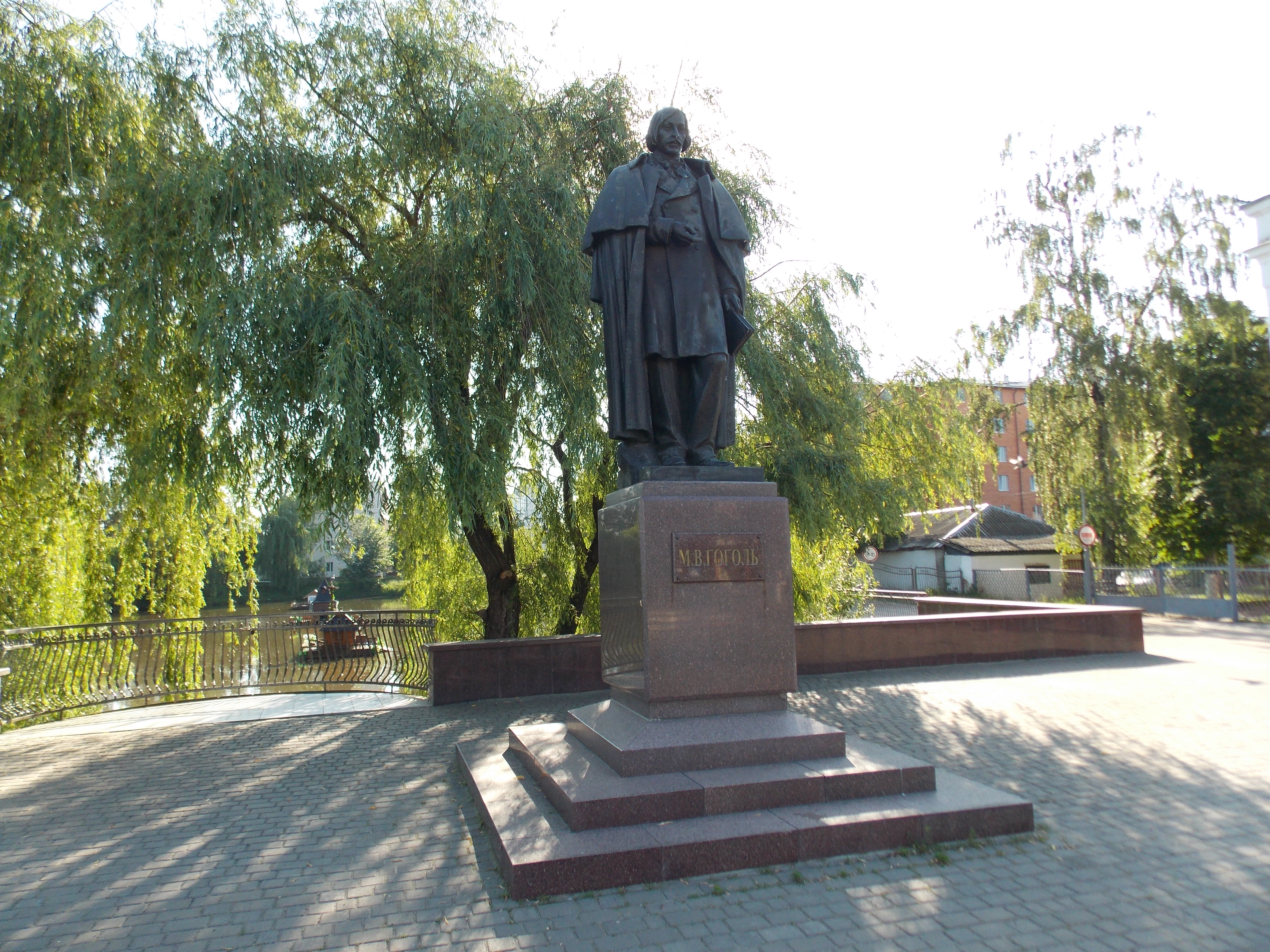
Пам'ятник Миколі Гоголю в Миргороді
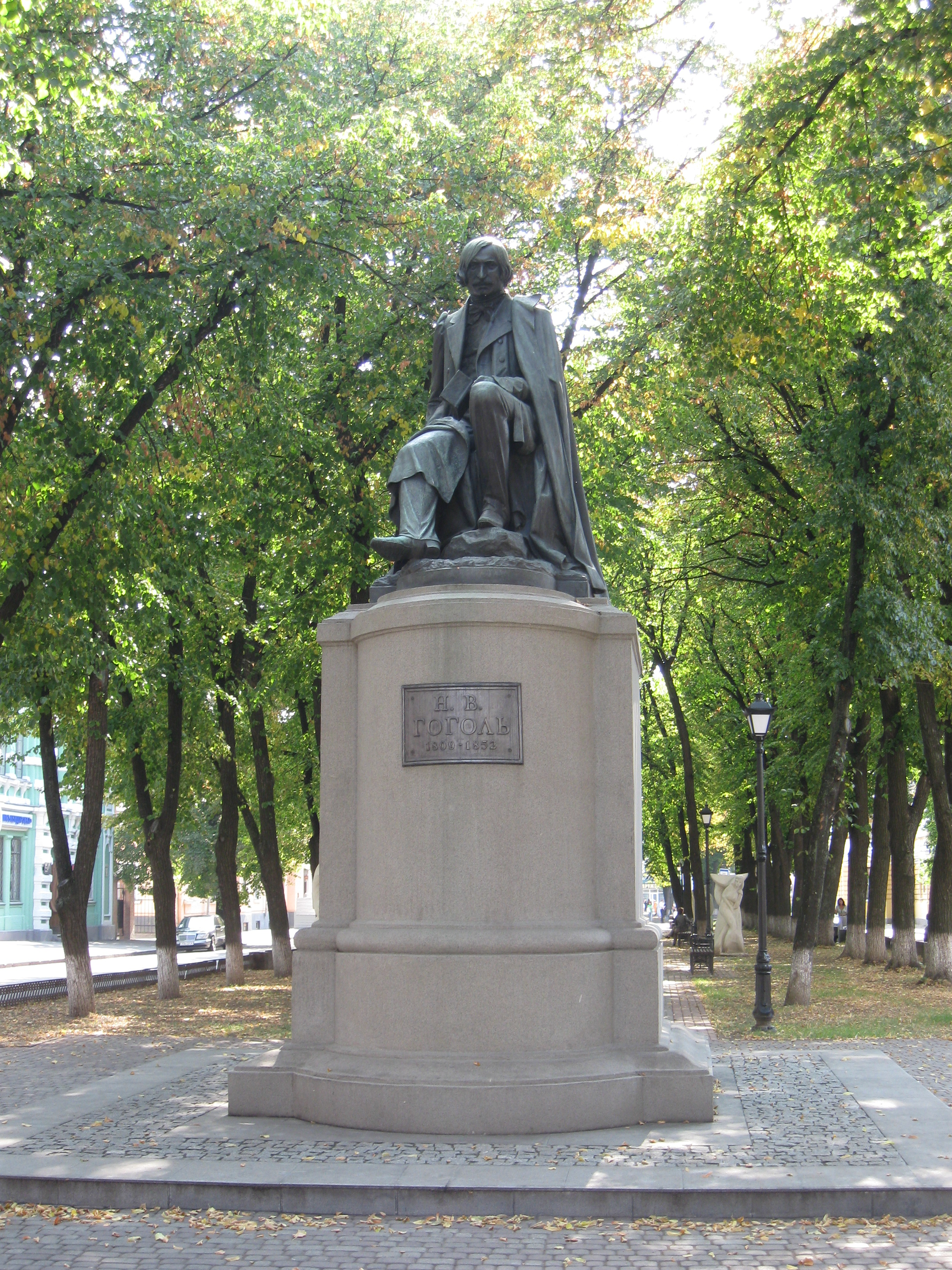
Пам'ятник Миколі Гоголю в Полтаві
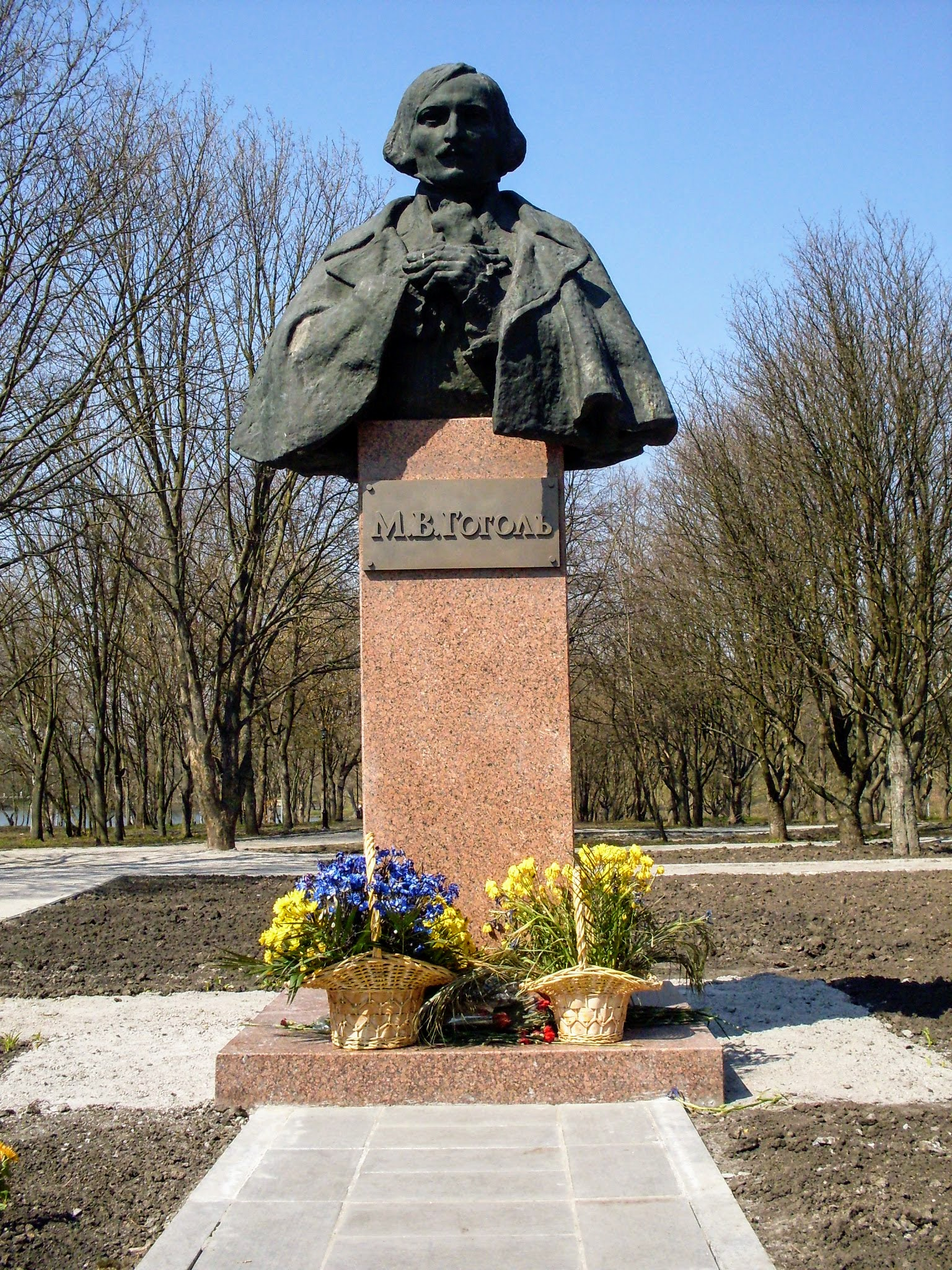
Пам'ятник Миколі Гоголю в селі Гоголеве Полтавської області
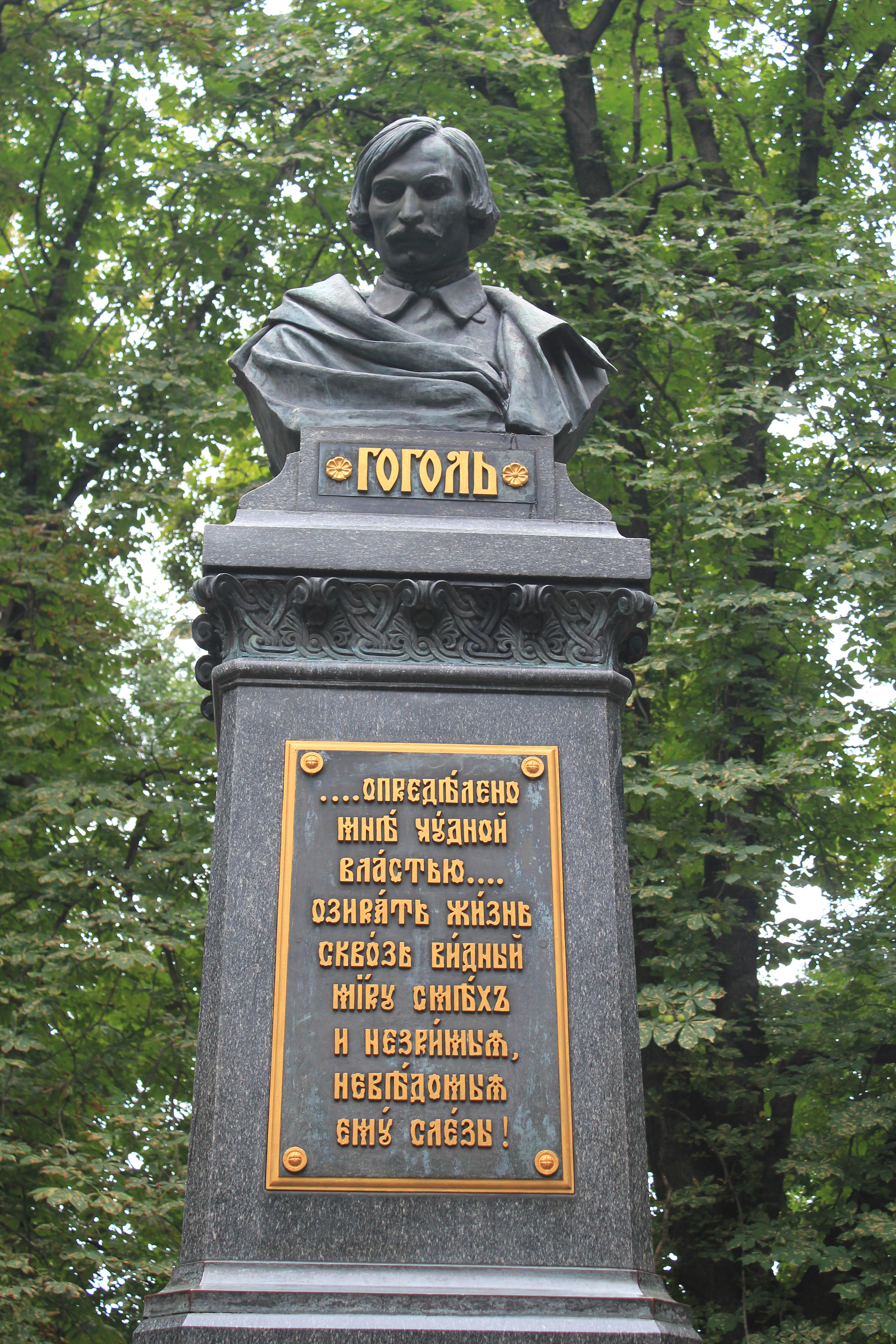
Пам'ятник Миколі Гоголю у місті Ніжин
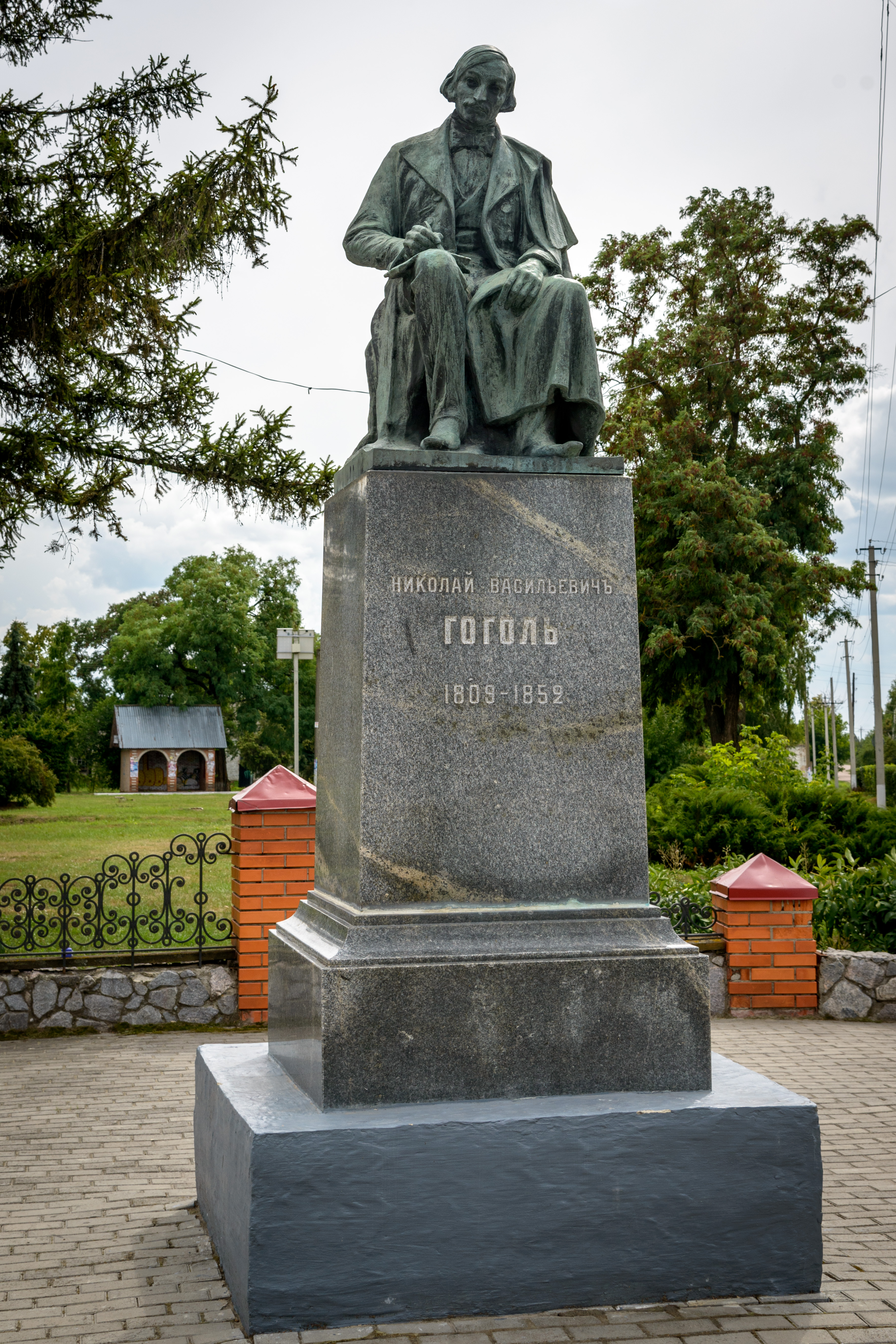
Пам'ятник Миколі Гоголю в селі Великі Сорочинці
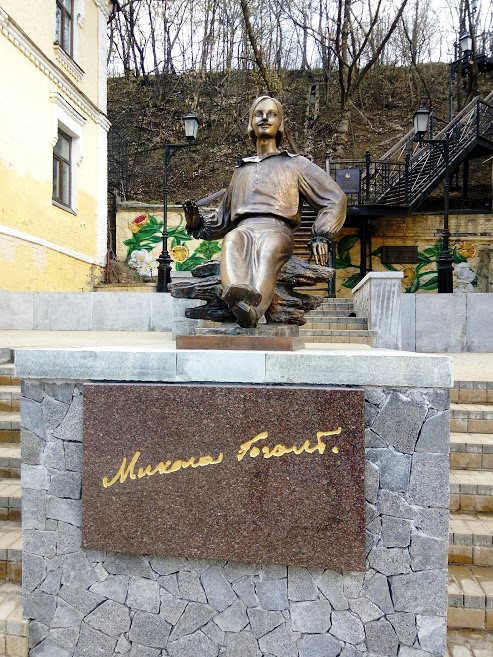
Пам'ятник Гоголю на Андріївському узвозі у Києві
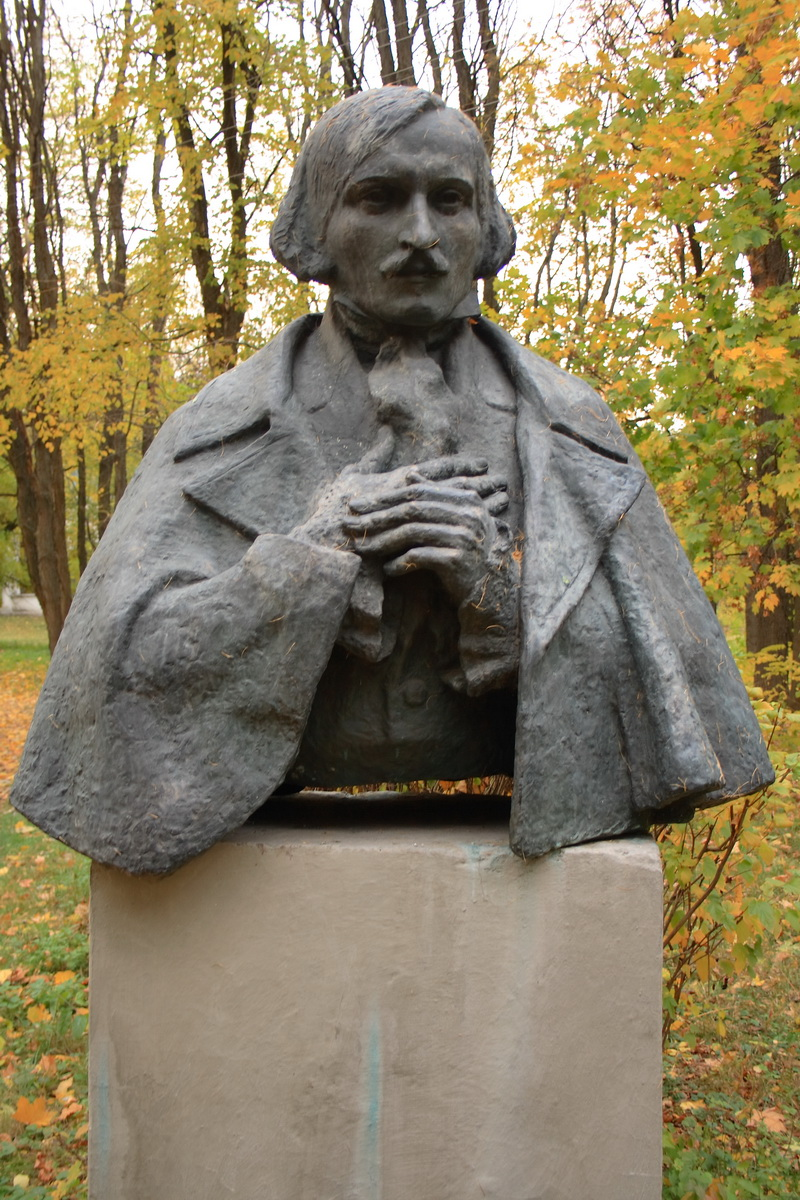
Пам'ятник Миколі Гоголю в Яготині

З нагоди 200-річчя з дня народження Миколи Гоголя 1 квітня 2009 в санаторії імені Миколи Гоголя Південної залізниці в м. Миргород з ініціативи та підтримки Південної залізниці відкрили бюст Миколи Гоголя. Витвір заслуженого скульптора України Миколи Цися стоїть на головній алеї санаторію, перед входом до головного корпусу.

## Родовід

Походив зі старовинного українського козацького роду Гоголів. Прямий нащадок наказного гетьмана Правобережної України Остапа Гоголя, Гетьманів Війська Запорізького Михайла та Петра Дорошенків, Івана Скоропадського, генерального хорунжого Юхима Лизогуба.
| - 1. Остап Гоголь (?-1679) - 2. Яків (Прокіп) - 3. Іван (Ян) Якович - 4. Федір Якович - 5. Дем'ян Іванович Яновський - 6. Петро Федорович - 7. Кирило Дем'янович - 8. Опанас Дем'янович Гоголь-Яновський (1738(9)-1798) - 9. Тетяна Семенівна Лизогуб (1760—1826) - 10. Іван Петрович (1740?- ?) - 11. Агафія Петрівна Мазуренко - 12. Марія Шостак - 13. Іван Матвійович Косяровський - 14. Меркурій Кирилович - 15. Сава Кирилович - 16. Василь Опанасович Гоголь — батько (1777—1825) - 17. Косяровська Марія Іванівна — мати (1791(92)-1868) - 18. Микола Іванович (1781 або 1785- ?) - 19. Марія Федорівна - 20. Василь Іванович (1786—1832) - 21. Єлизавета Бачманова - 22. Ілля Іванович (1792-?) - 23. Марія Іванівна (1777-?) - 24. Єфросинія Іванівна (1789-?) - 25. Микола Васильович Гоголь (1809—1852) - 26. Іван (1810—1820) - 27. Марія (1811—1844) - 28. Дмитро (1812—1813) - 29. Ганна (1817—1820) - 30. Андрій (ок. 1818—1819) - 31. Ганна (1821—1893) - 32. Єлизавета (1823—1866) - 33. Тетяна (1824—1825) - 34. Ольга (1825—1907) | - 35. Петро Дорошенко, гетьман України (1627—1698) - 36. Михайло Дорошенко, його брат (?-1628) - 37. Юхим Якович Лизогуб (?-1704) - 38. Любов Петрівна Дорошенко (1708-?) - 39. Іван Скоропадський, гетьман України (1646—1722) - 40. Яків Юхимович Лизогуб (1675—1749) - 41. Семен Юхимович Лизогуб (1680—1734) - 42. Ірина Іванівна Скоропадська (1679—1760) - 43. Уляна-Анастасія Іванівна Скоропадська (1703—1733) - 44. Петро Петрович Толстой (?-1728) - 45. Семен Семенович Лизогуб (1708(9)-1781) - 46. Ганна Василівна Танська - 47. Матвій Косяровський - 48. Олександр Петрович Толстой (1719—1792) - 49. Ганна Матвіївна Косяровська - 50. Андрій Прокопович Трощинський - 51. Петро Олександрович Толстой (1769—1844) - 52. Андрій Андрійович Трощинський (1774—1852) - 53. Дмитро Прокопович Трощинський (1754 (1749) −1829) - 54. кн. Надія Хілкова (?-1817) - 55. Іван Петрович Толстой (1685—1728) - 56. Олександр Петрович Толстой (1801—1873) - 57. Олексій Петрович Толстой (1794 (1798)-1864 (1854)) - 58. Софія Петрівна Толстая (1800—1882 (1886)) - 59. Петро Михайлович Забіла (1580—1689) - 60. Степан Петрович Забіла (?-1694) - 61. Антін Танський - 62. Василь Михайлович Танський (?-1763) - 63. Ганна Степанівна Забіла - 64. Михайло Степанович Забіла - 65. Василь Танський (поет) - 66. Євдокія Михайлівна Забіла (1716—1803) - 67. Олександр Безбородько (1747—1799) - 68. Ілля Безбородько (1756—1815) |